# Közgazdász (hetilap, 1951–2019)
| Gőzgazdász. Sztorik.                      | Gőzgazdász. Sztorik.                                                            |
| Kattints az alábbi külső linkek egyikére! | Kattints az alábbi külső linkek egyikére!                                       |
| ----------------------------------------- | ------------------------------------------------------------------------------- |
| Nem található szabad kép.(?)              |                                                                                 |
| külső link · jogvédett                    | Akik meséltek, oktatók. A Közgazdász szerkesztőség tagjai voltak. Fényképalbum. |

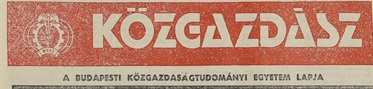
A Közgazdász, a BKE lapjának logója 1990-ben

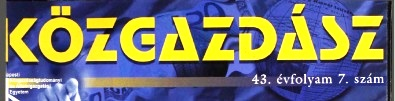
A Közgazdász, a BKÁE lapjának a logója 2002-ben

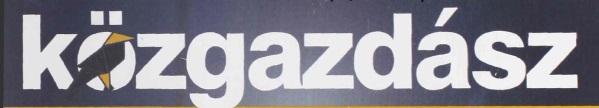
A Közgazdász, a BCE lapjának logója 2019-ben

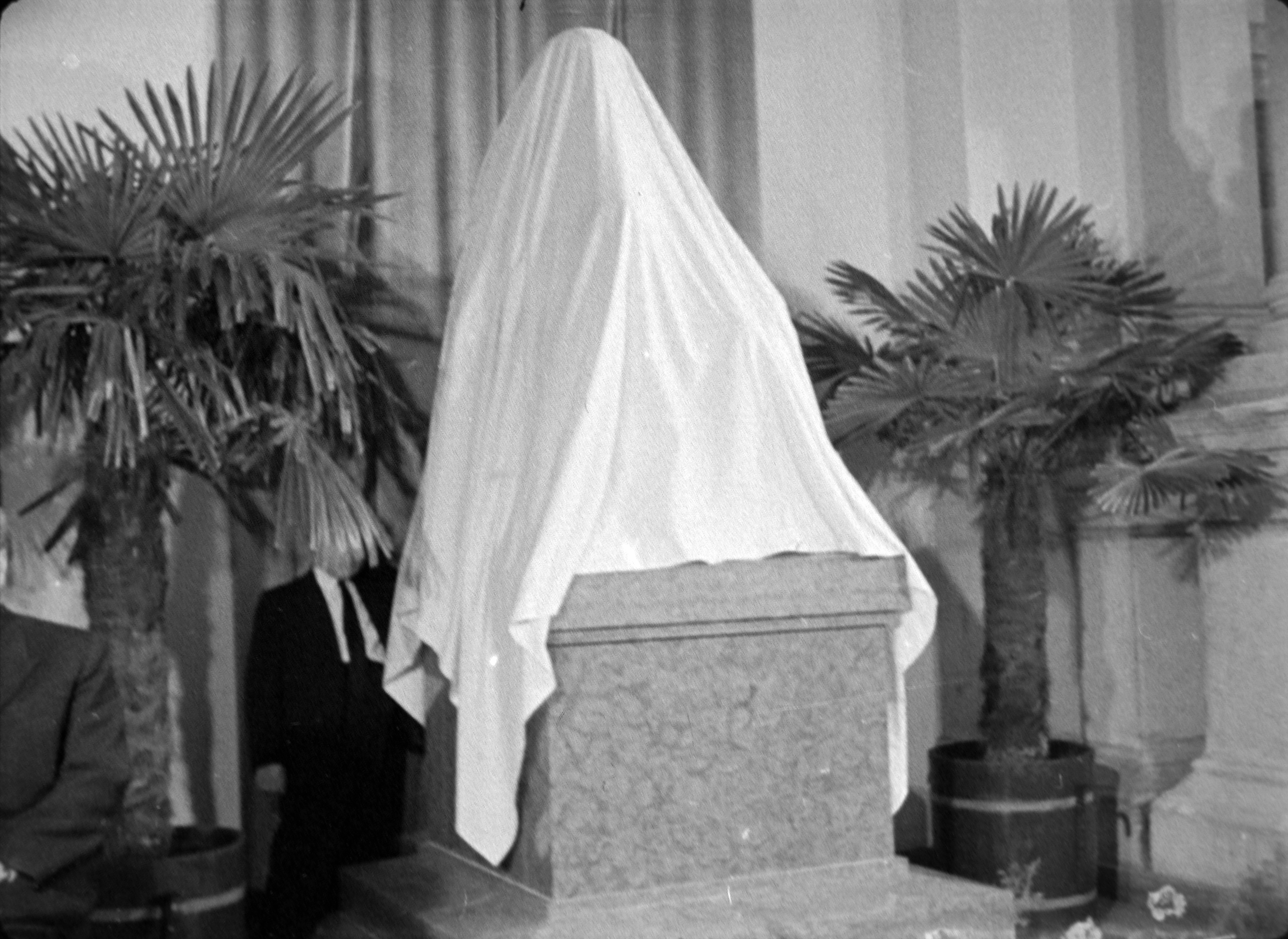
Fővám (Dimitrov) tér, a Marx Károly Közgazdaságtudományi Egyetem aulája. Farkas Aladár szobrászművész alkotását, Marx Károly szobrát 1959. november 7-én avatták fel.

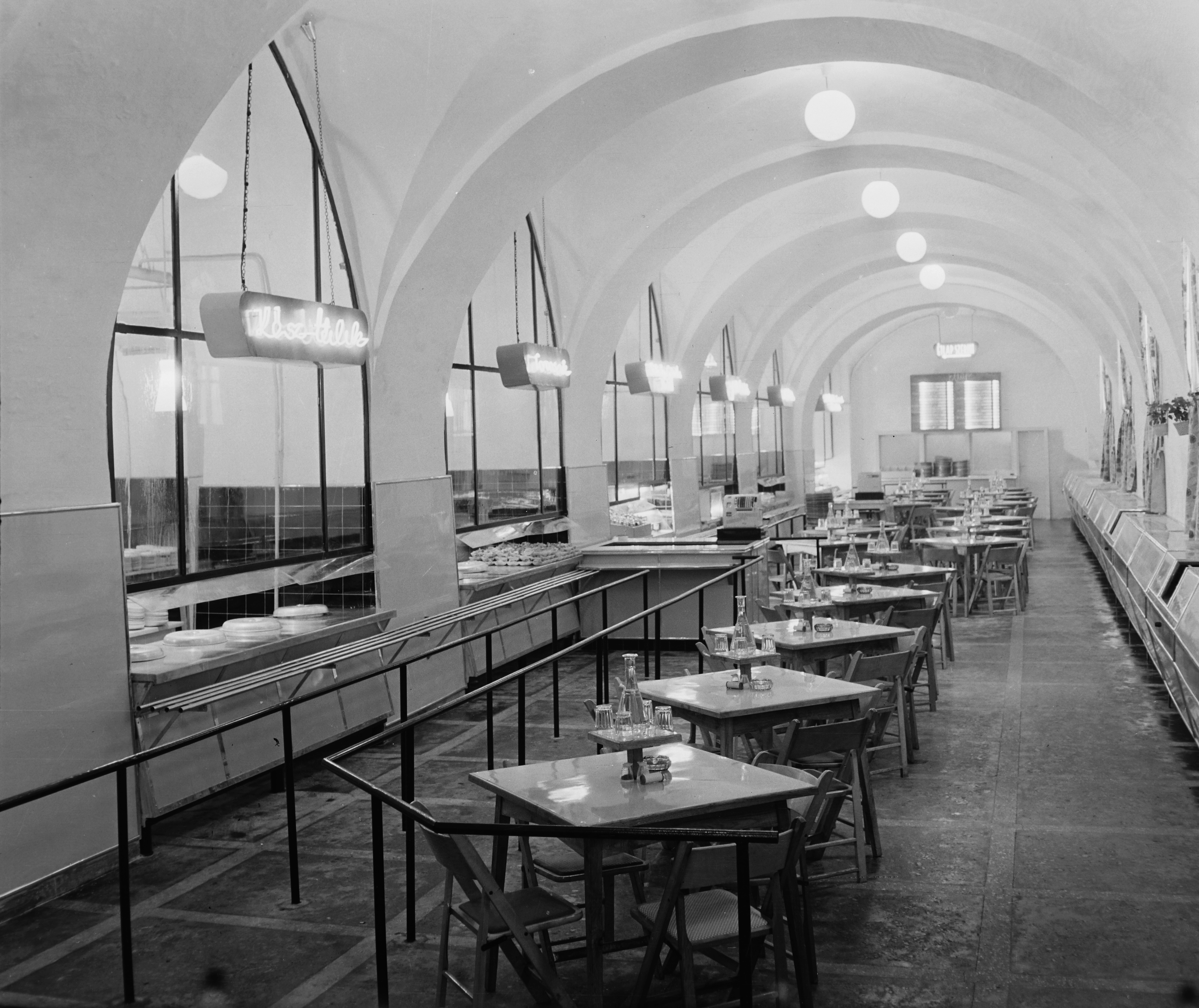
Az MKKE étterme 1960-ban.

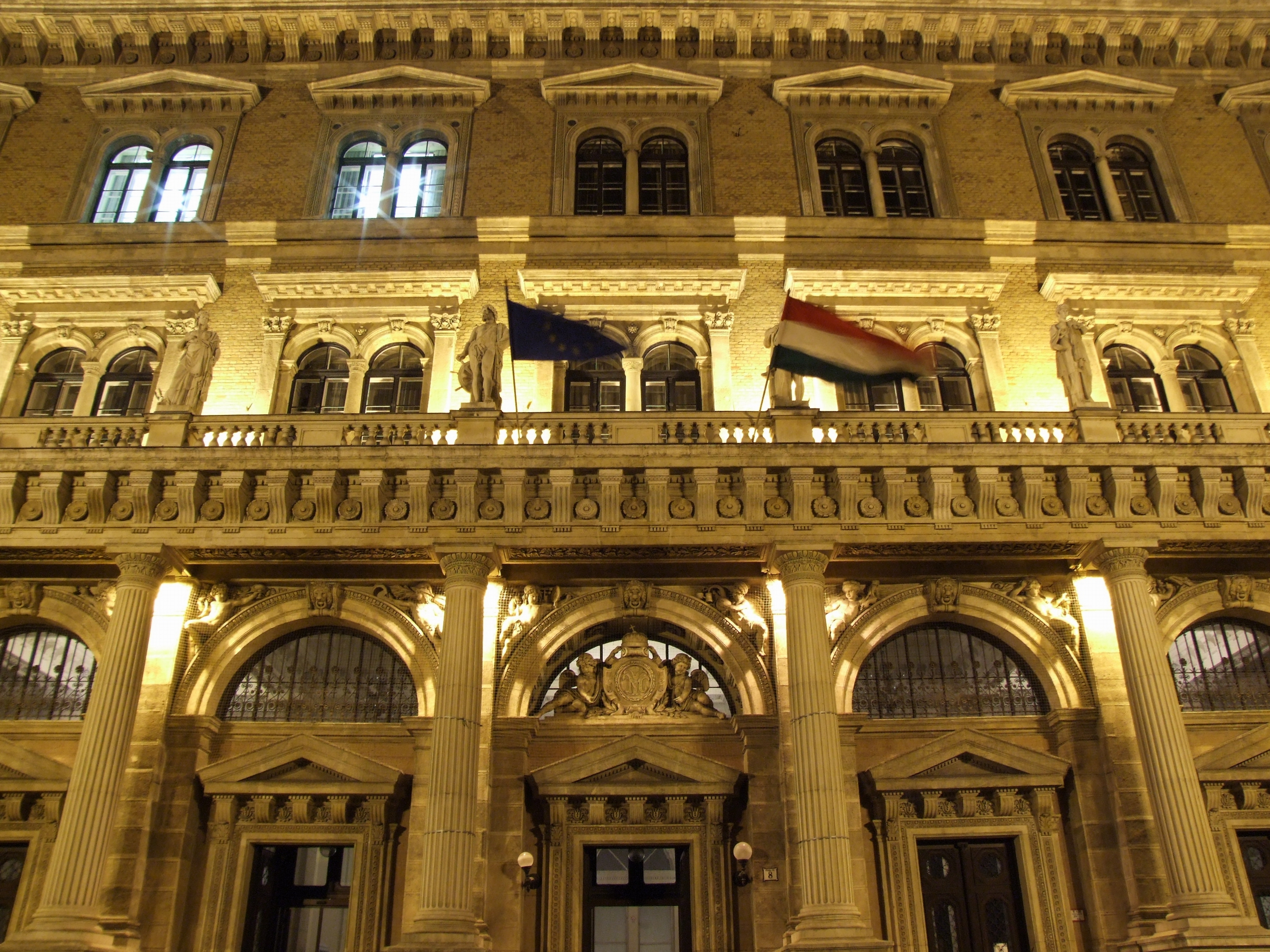
A főépület látványa éjszaka. 2007. január 5.

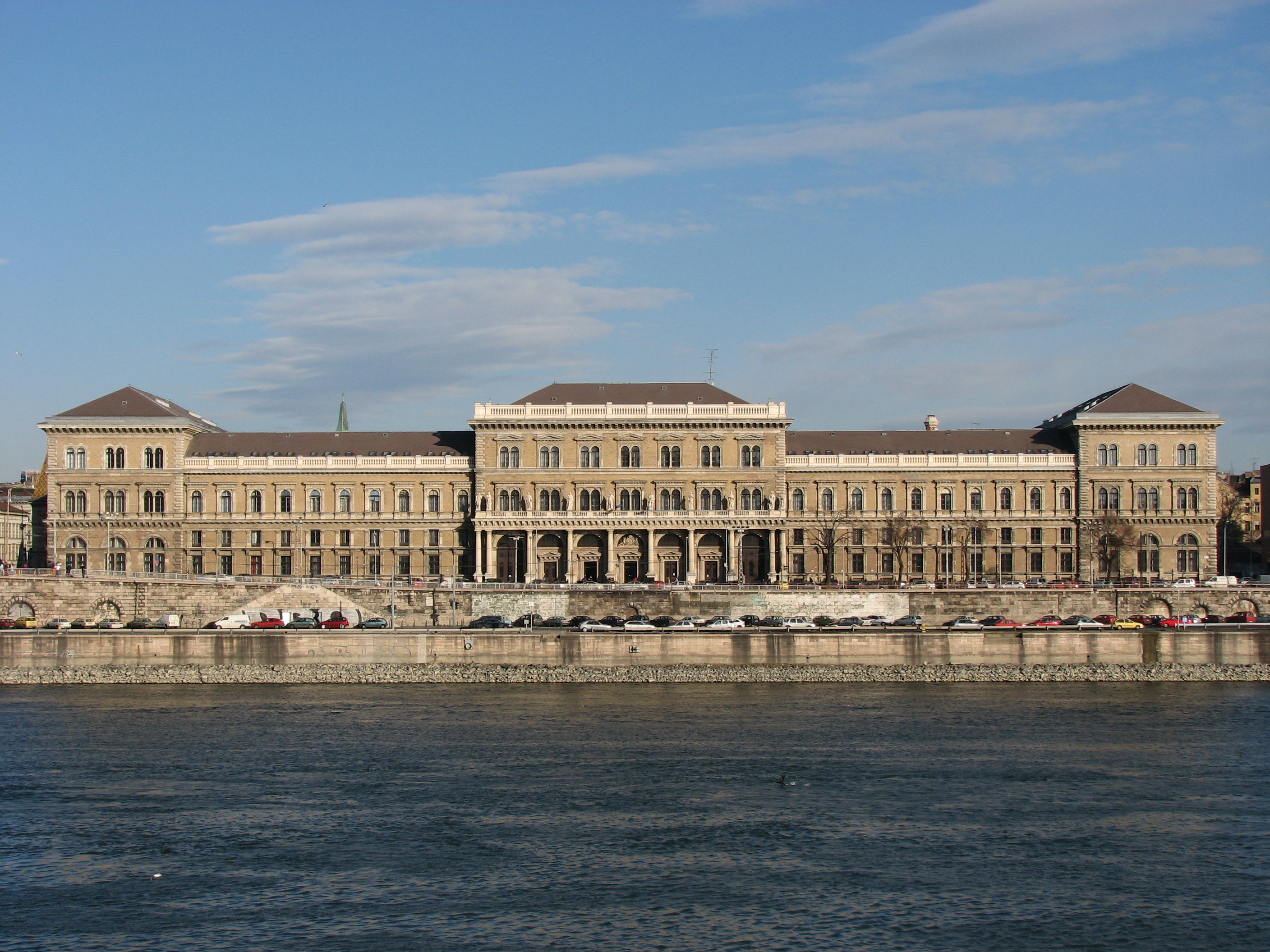
A Budapesti Corvinus Egyetem épülete. 2007. január 3.

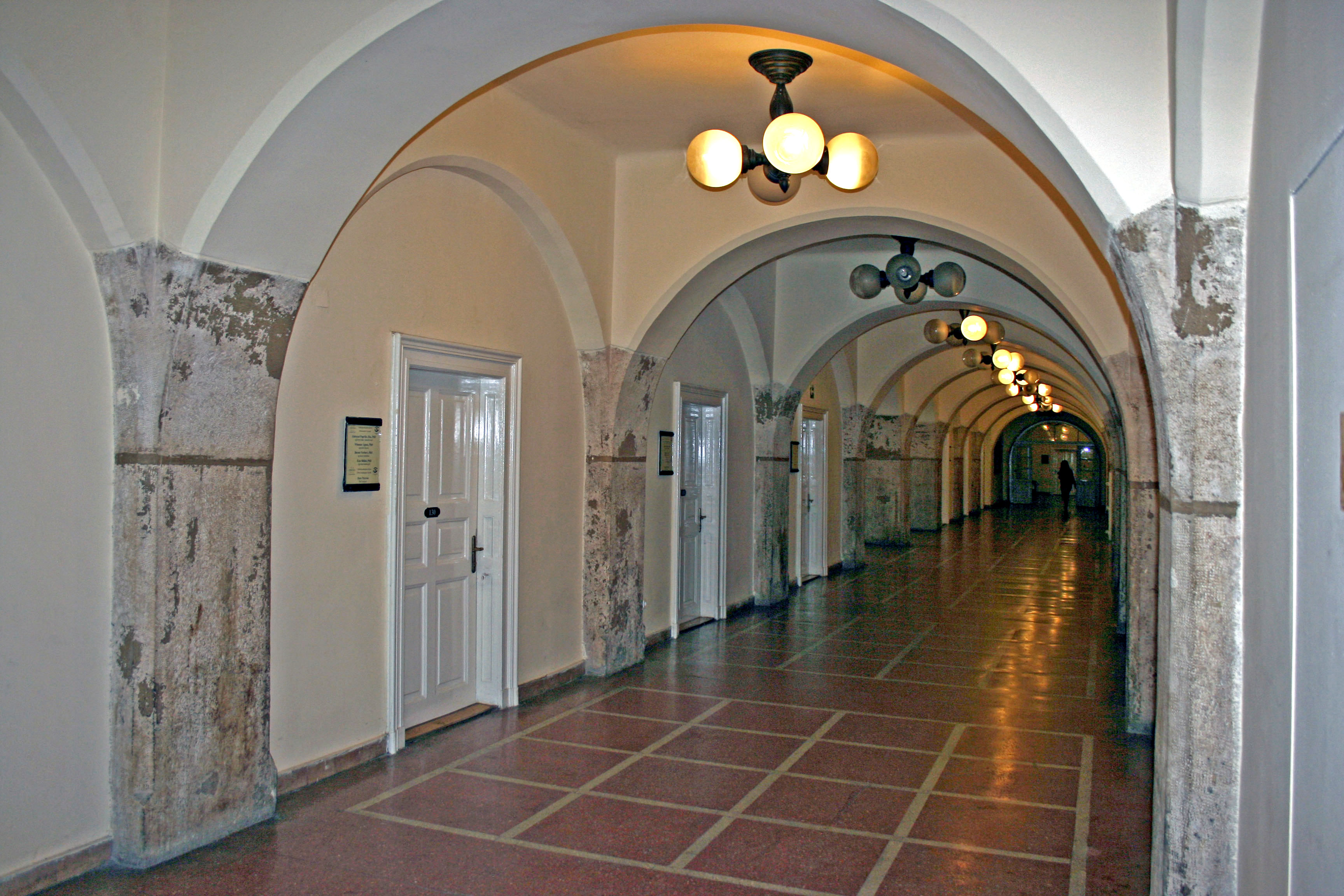
Egy felső emeleti folyosó. 2014. április 11.

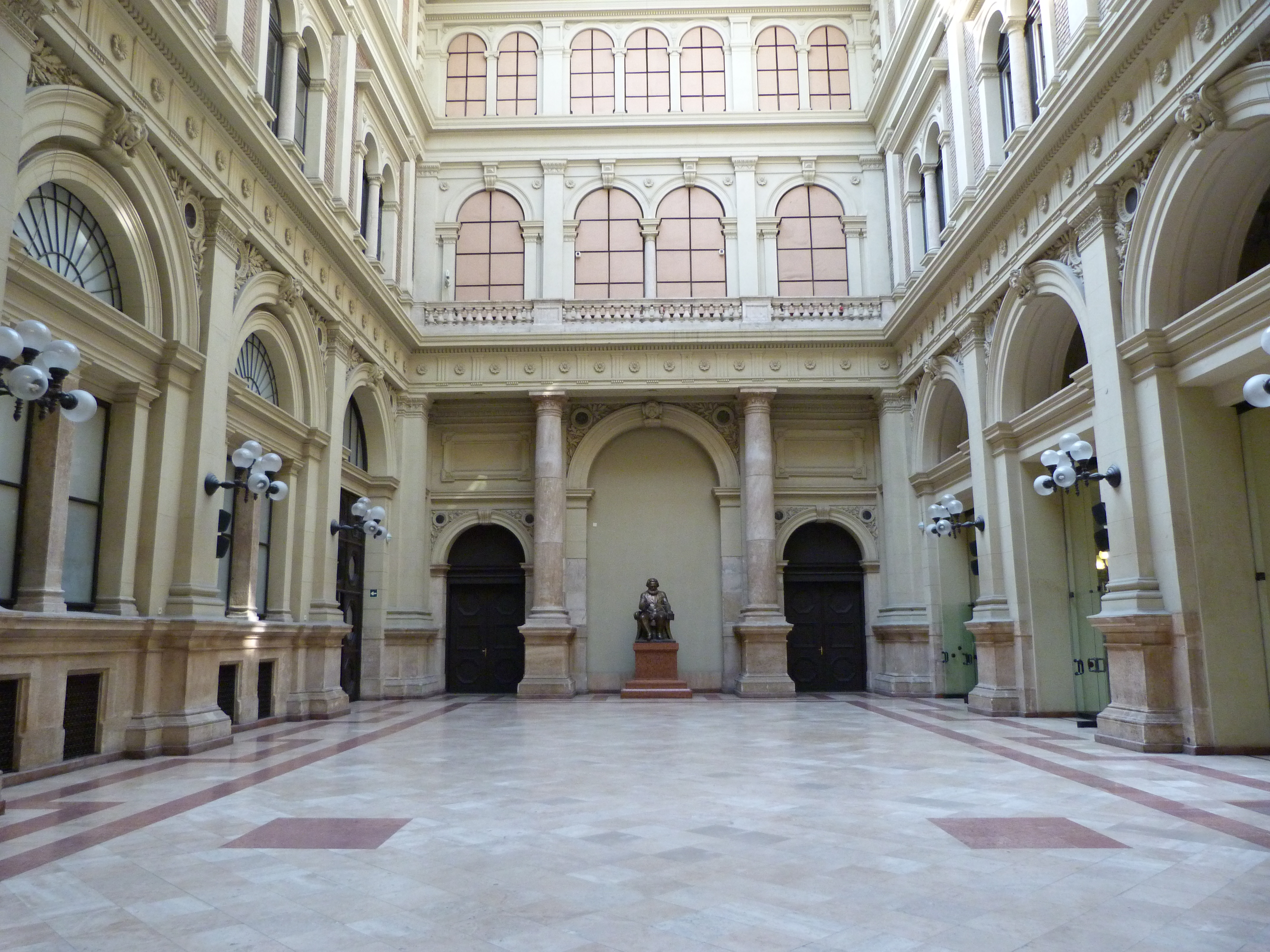
Az Aula 2014. június 12-én a Marx szoborral, amit augusztusban eltávolítottak.

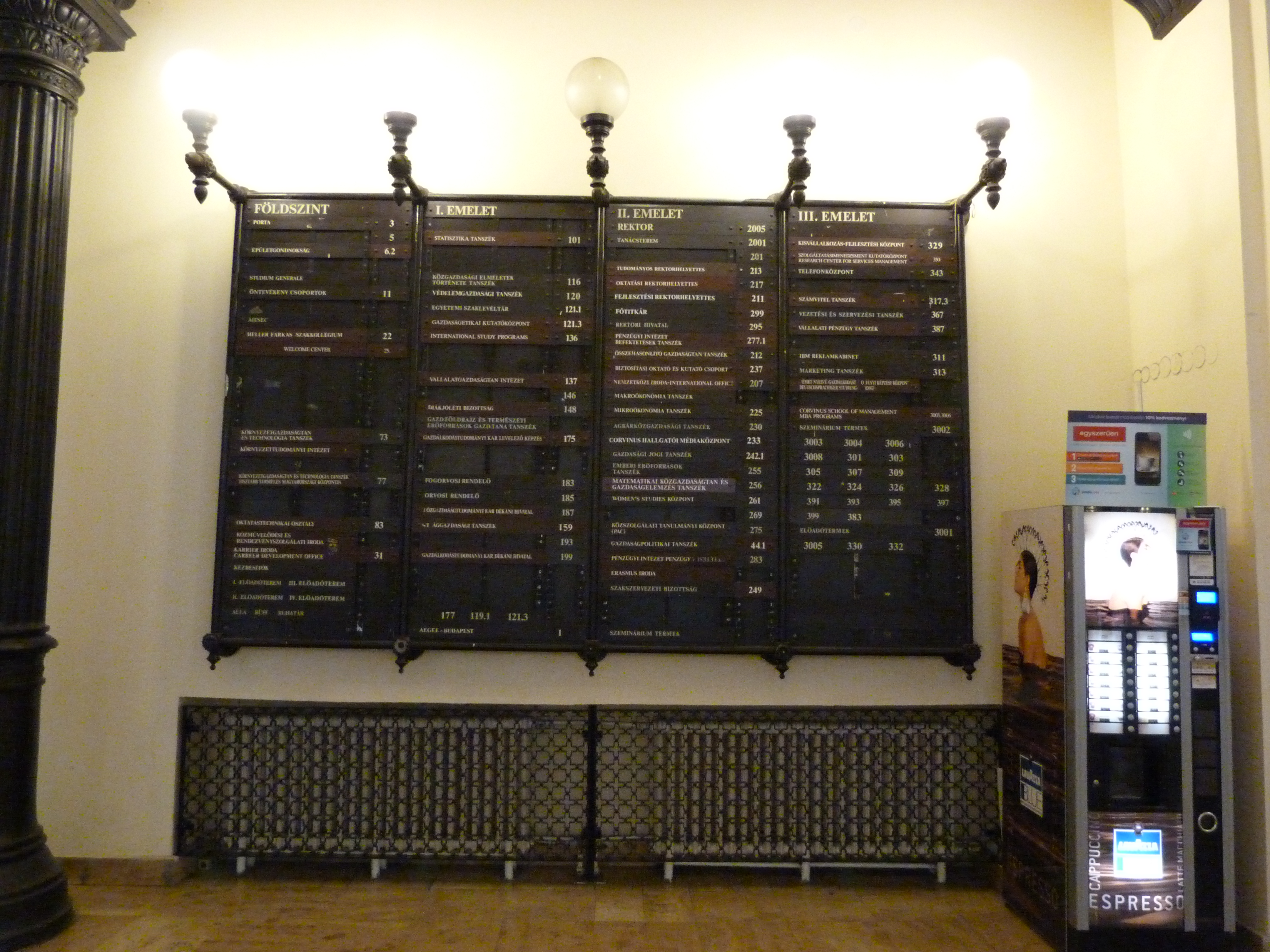
A bejárattal szemközt az eligazító tábla 2014. június 12-én a Budapesti Corvinus Egyetemen

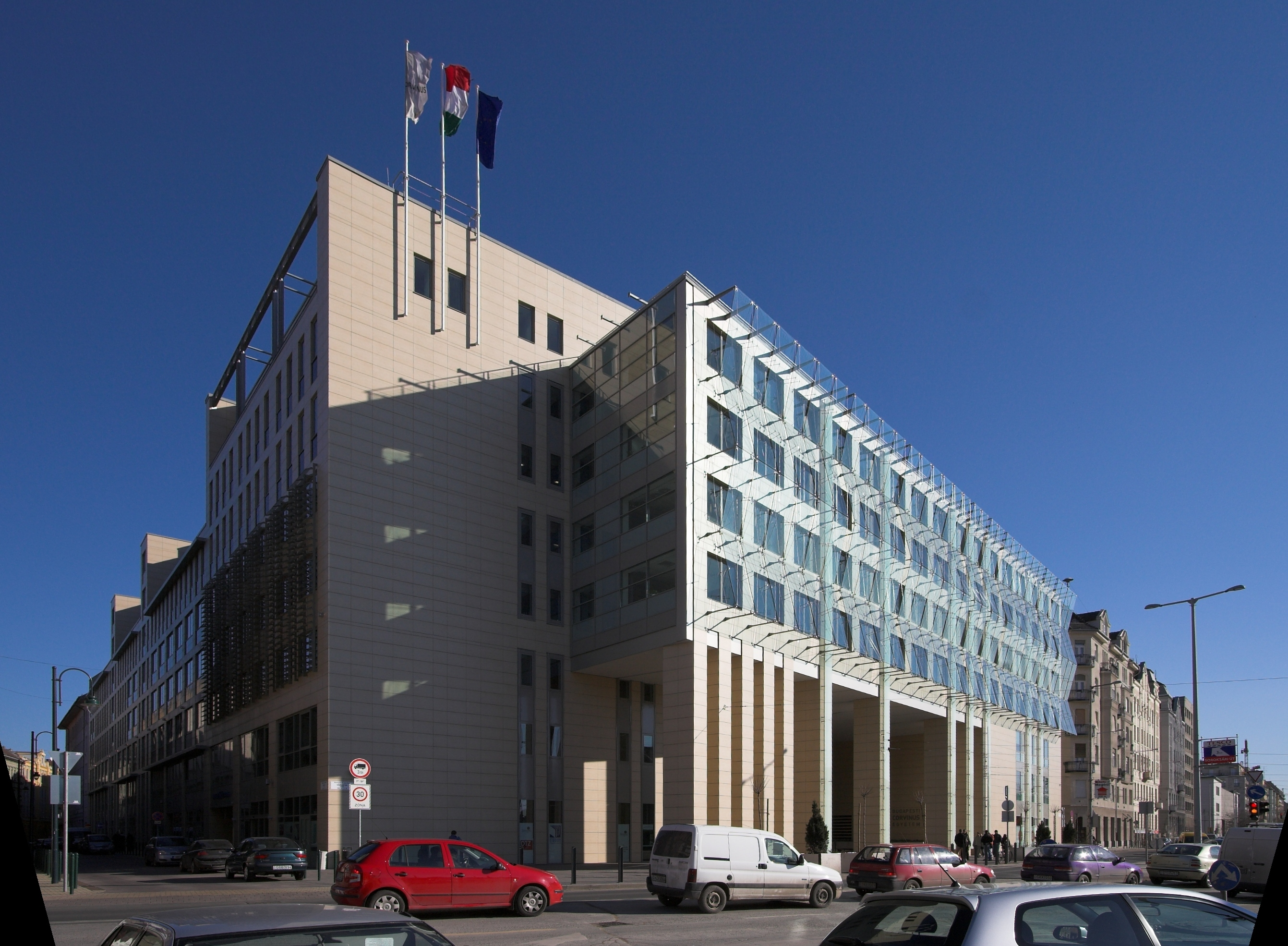
A BCE 2007-ben átadott „C” épülete, ahol az egyetem könyvtára is található

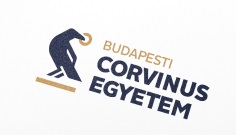
Budapesti Corvinus Egyetem logója 2022.

A Közgazdász a Budapesti Corvinus Egyetem lapja. 

## Története
A Közgazdász először 1951. október 9-én került kiadásra. Első számai stencilezve jelentek meg, a főszerkesztők, szerkesztők neveit sem közölték. Az első nyomdai kivitelű szám (Szikra lapnyomda) 1953. szeptember 16-án került kiadásra, ekkor lett Gácsi Sándor a felelős szerkesztő. Megjelenik minden szerdán. Marx Károly Közgazdaságtudományi Egyetem MDP és DISZ bizottságának lapja. Felelős kiadó a Pártbizottság. 

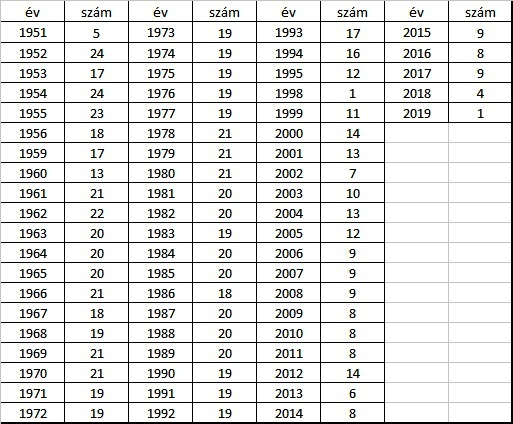
A Közgazdász megjelenései 1951-2019 között évenkénti bontásban, az évenként megjelent lap számok megadásával

A Közgazdász mindig a tanulmányi (szorgalmi) időszakban jelent meg.
Gácsi Sándor 1953 június hónapban az Marx Károly Közgazdaságtudományi Egyetem hallgatója volt. „Kiváló fémgyűjtő“ jelvényt kapott Szegeden.
Ahogy gyűlnek az aggodalmaink, úgy gondolok egyre többet egyik bölcs öreg kollégámra, akit soha nem foglalkoztatott igazán, mit szabad, és mit nem. Az meg, hogy kik a főnökei, csak azért érdekelte, mert pontosan tudnia kellett, melyikük milyen szempontokat követ – politikaiakat, erkölcsieket, szakmaiakat, vagy ezek keverékét, s milyen arányban. Ezt tudnia kellett ahhoz, hogy (ha kell) kijátszhassa őket – a készülő rádióműsor érdekében – egymás ellen. Gácsi Sándornak hívták. [] Gácsi Sándorról közvetlen környezetében is kevesen tudták, hogy ő volt a Közgazdász című egyetemi lap alapítója, első szerkesztője. Láttam, hogy az egyetem elé homokot hordanak, tűzvédelmi céllal, mesélte egyszer. A Légókasszájában ötmillió forint volt arra, hogy azt felhordják a padlásra. Gácsi gépeket, autót kunyerált a honvédségtől, tanítási szünetet járt ki, rávette a hallgatókat, segítsenek, hordják föl a homokot. Ebből az ötmillióból lett a Közgazdász. Az első szám után az ötmillió maradékát, persze elvették a Közgazdásztól. A megjelent lapot engedélyezték, ugyanakkor államosították. Párt államosították. Az engedélyen az is szerepelt, hogy számonként hány oldalon jelenik meg a lap, hány képpel, fotóval. Ám Gácsi – abban a hitben, hogy felelősen ő szerkeszti a lapot – fényképet rendelt az összes vörösdiplomásról. Balszerencséjére négynél jóval többen voltak – talán száznál is. (Ennek az oka egy sztahanovista verseny volt. Egyetemi Vizsga Híradó. Marx Károly Közgazdaságtudományi Egyetem. A választások előtt a IV. évfolyam hallgatói vállalták, hogy évvégi vizsgájukat kiváló eredménnyel teszik le. A szavakat tettek követték. A félévi 4.25-ös átlagot — amellyel megnyerték a „legjobb évfolyam” versenyzászlót — 4.32-re javították. Az egyes szakok és szemináriumok munkájában is jelentős a javulás. Az iparszak tavalyi 3.82-es átlagát 4.32-re emelte. A 6-os szeminárium 3.85-ös orosz eredményét 4.15-re javította.) Ő viszont a lapengedély és az ehhez illeszkedő költségvetés szerint a fotósnak csak négy képet számolhatott volna el. De ő mindet kifizette. Azonnal kirúgták a laptól. (Gondolom, alig várták a megfelelő alkalmat.) Erre ő perre ment. Csanádi professzor, a Rajk-perben edződött kiváló jogtudós (Szőnyi védője volt, irgalmas ítéletet kért, de hiába, a forgatókönyvben nem irgalom szerepelt) azt mondta neki: ha megnyeri a pert, vizsga nélkül ad neki jogból ötöst. Megnyerte. A kártérítésként neki járó tízezreket 1956. október 24-re utalták át a pénztárba. Azóta adósa a rendszer. Az is, meg emez is, előre, amelyik most alakul. „Másfél évi küzdelem után nyertem meg a pert, amikor újra dolgozhattam volna, közbeszóltak az októberi események” – írta erről részletes önéletrajzában, a történet részleteit mellőzve. Farkas Zoltán „Feljegyzések K. magatartásáról” – emlékezet-irat – Mozgó Világ, 1990. 4. sz.
A következő fényképek jelentek meg a kitűnő eredményt elért hallgatókról a Közgazdászban Gácsi Sándor felelős szerkesztőségének időszakában:
Közgazdász, III. Évfolyam. 1. szám. 1953. szeptember 16. Rákosi ösztöndíjasok. Varga Ilona és Hideg Katalin elvtársnők, akik kiváló tanulmányi eredményük elismeréseképpen részesülnek a kitüntetésben.
Közgazdász, III. Évfolyam. 2. szám. 1953. szeptember 23. Rákosi ösztöndíjasok. Gacsályi István, Podmaniczky Rezső, Bakonyvári László, Benedeczky Jánosné.
Közgazdász, III. Évfolyam. 3. szám. 1953. október 2.Rákosi ösztöndíjasok. Karácsonyi Jenő, Berendik Iván, Szokol János, Kövér Károly.
Közgazdász, IV. Évfolyam. 2. szám. 1954. február 3. Megjelenik a rajz és a humor. Tavaly, vizsga után: Öregem, mától fogva tanulok. Az idén vizsga előtt: „Feszített terv.” „Gyűljek vagy tanuljak”
Gácsi Sándor 1954. szeptember 1.-1955. április 14. között a Közgazdász szerkesztője volt, ezt követően elbocsátották.
63 éves korában elhunyt Gácsi Sándor a Magyar Rádió főmunkatársa. Eltemették 1989 december 1-én az Óbudai Temetőben.
Gálik Mihály nekrológja. Egy örök Don Quijote. Meghalt Gácsi Sándor. [] Fegyelmit jóval többet kaptál, mint kitüntetést, de ahogy mi láttuk, a hivatalos dorgálás lepergett rólad. [] Akárhogy is történt, mindezek dacára, így is életművet alkottál.
Kondor Katalin megemlékezése szerint 1973 után a Magyar Rádióban a „kezdeti nehézségek után nagyon jól éreztem magam, rátaláltam egy olyan kollégára, akit azóta is mesteremnek vallok: Gácsi Sándornak hívták, sajnos már nem él. A rádiózás nagy „öregje” volt, fantasztikus tehetséggel megáldva együtt jártuk az országot.”
Az 1951–2019 közötti számok letölthetők a BCE Egyetemtörténeti Archívumból. 1957-ben és 1958-ban nem jelent meg. A Közgazdász kiadása az 1996-1997 években – a Bokros csomag 1995. március 12-én történt bevezetése miatt – szünetelt. 1995 szeptember 28-án a következő hírt közölte a Közgazdász. Egy színfolt eltűnik. A Közgazdász jelenlegi formájában ezzel a számmal búcsúzik az olvasótól. A szerkesztőség tagjai a leépítések során komoly béráldozatot, munkatársanként harminc százalékos bércsökkenést is vállaltak volna, hogy az évek során ötről három főállású alkalmazottra zsugorodott szerkesztőségből senkinek se kelljen elmennie. Így a lap is megmaradhatott volna olyannak, amilyen eddig volt. Sajnos az egyharmados bércsökkentés elfogadása kevésnek bizonyult. Mindhárman a felmentettek közé kerültünk: a „fűnyíróelven” végrehajtott kormányzati restrikciónak nem állhatott ellen egy olyan tevékenység, ami nem tartozik szorosan az oktatáshoz, amelynek hasznossága nem mérhető gazdasági mutatókkal (legfeljebb csak azzal az összeggel, amit megszüntetésével a költségvetés megtakarít). Az egyetem vezetésének döntése értelmében a Közgazdász megjelentetése szünetel. Újraindítását megkönnyíti, hogy a lappal kapcsolatos dologi kiadások fedezésére jelentős összeg marad a Közgazdász Újságírásért Alapítvány számláján. Nehéz lesz viszont pénzt találni a szerkesztő(k), a szerzők honorálására. Próbáltunk külső forrást szerezni erre a célra, kísérleteink azonban annak ellenére sikertelenek maradtak, hogy az elbocsátott munkatársak éves bére közterhekkel együtt sem éri el számos országos újság néhány napi veszteségét. [] Mi, akik eddig főállású munkatársként dolgoztunk a Közgazdásznál, szívesen végeztük ezt a munkát. Örömmel járultunk hozzá ahhoz, hogy e „vállalati” újság színvonala nem maradt el a „nagy lapokétól”. Reméljük, ha szerényebb formában is (ritkább megjelenéssel, kisebb terjedelemben, talán kevésbé „profi” módon), de folytatódni fog az a tradíció, ami a Közgáz újságjában megtestesül: egy tipikus kelet-közép- európai értelmiségi lap készítése. A szerkesztőség közlése szerint: 1998-ban csak egy próbaszám, jelent meg. 2019-ben pedig szintén csak egy, gólya különszám tölthető le. 1951-2019 között a Közgazdász 1010 lapszáma jelent meg, a lapszámok 1 és 24 között változtak évenkénti bontásban. 1952-ben és 1954-ben 24 számot adtak ki. 1995 után megkezdődött a lapszámok évenkénti csökkenése.
A Közgazdász 1951. október 9-től 1952. március 13-ig a Közgazdaságtudományi Egyetem pártbizottságának a (MDP és DISZ) lapja. 1952. március 14-től 1952. december 31-ig a Közgazdaságtudományi Egyetem hallgatóinak a lapja, majd 1952. október 2-tól a Közgazdaságtudományi Egyetem hallgatóinak és dolgozóinak lapja. 1953. január 1-től 1953. március 13-ig a Közgazdaságtudományi Egyetem pártbizottságának a (MDP és DISZ) lapja. 1953. március 20-tól 1953. szeptember 23-ig az MKKE pártbizottsága (MDP és DISZ) vette át az irányítást. 1954-től 1990. február 28-ig a Marx Károly Közgazdaságtudományi Egyetem lapja. A Közgazdász ellenőrzése és az irányítása az egyetemi pártbizottsághoz tartozott. 1951. október 9.–1956. október 31. között a Magyar Dolgozók Pártja, majd 1956. november 1-től 1990. február 28-ig a Magyar Szocialista Munkáspárt felügyelte a lapot.
Az 1954-1989 közötti években üzemi lap volt, vagyis nem az egyetem volt a fenntartója, hanem a Hírlapkiadó Vállalat. 2003 óta online létezik. A Budapesti Corvinus Egyetem azért hozta létre a Corvinus Egyetemtörténeti Digitális Gyűjtemény nevű elektronikus repozitóriumot, hogy a felhasználók – az egyetemi közösség tagjai és a nagyközönség – megismerhessék az Egyetem történetével kapcsolatos dokumentumokat, kiadványokat. Elsőként a Közgazdász című egyetemi újság, az ország legrégebben megjelenő egyetemi lapjának 1954 és 1989 közötti számai kerültek digitalizálásra. Ezek a lapszámok teljes szöveggel olvashatók és kereshetők. A repozitórium tartalma folyamatosan bővül.
A Budapesti Corvinus Egyetemen a lapszámokat két részletben digitalizáltatták (Corvinus Egyetemtörténeti Digitális Gyűjtemény). Az 1951–1989 között megjelent lapszámokat 2018-ban, az 1990–2019 években megjelent lapszámokat pedig 2023-ban. A Corvinus Hallgatói Médiaközpont szerkesztőségéhez tartozik: Közgazdász újság: a legrégebbi egyetemi lap Magyarországon, 2003 óta havonta egyszer adják ki. Corvinus Online blog. Corvinus TV. Corvinus Offline: tematikus magazin, szeptemberben jelenik meg a gólyáknak szóló kiadvány. A Közgazdász utolsó száma, ami nyomtatva, papír formátumban, pdf-ben (szkennelve) és on-line megjelent. LX évfolyam. 2019. Gólya. Különszám.
„Háy László rektor: Meg vagyok győződve arról, hogy néhány évtized múltán nem Krisztus születésétől, hanem a Nagy Októberi Szocialista Forradalomtól fog kezdődni az időszámítás és maguk közül, fiatal barátaim, még sokan majd 1-et fognak írni 1917. helyett, mert ez lesz az új időszámítás első éve.”
„ Éljen a marxizmus - leninizmus, korunk legyőzhetetlen eszméje! ”
„ Jenei György egyetemi tanár (Budapesti Corvinus Egyetem) emlékeiből: 1971-ben a nyelvi államvizsgán történt. A külker szakos csoport először orosz, majd spanyol nyelvből vizsgázott, az utóbbiból lényegesen jobb eredménnyel. A minisztérium képviselője ezt szóvá is tette, mire Fülei-Szántó Endre a spanyoltanár így válaszolt: miért, mit gondol, a török hódoltság tizenötödik évében hányan tudtak itt törökül? ”
Zsidi Vilmos a Budapesti Corvinus Egyetem levéltárvezetője szakmai beszámolójában a Közgazdász című lap levéltári példányainak restaurálásáról, a következőket írta. Budapest, 2019. november 11. A Közgazdász című lap kéthetente megjelenő intézményi újság volt. A szocialista kori írott egyetemi közéleti fórumok legfontosabbika. 1953. márciusa és 1995. októbere között összesen 684 lapszám jelent meg amelyek mind megtalálhatók a Levéltárban. Figyelembe véve azt, hogy a korabeli Közgazdaságtudományi Egyetemen képezték a hazai gazdasági, diplomáciai és részben a politikai elit vezetőit, akkor nem lehet eléggé értékelni az egyébként rendkívül kritikus és őszinte lap szerepét az elit közvélemény-formálásában. Növeli a lapszámok értékét, hogy az Egyetem történetének erről az időszakáról eddig még nem jelentek meg átfogó történeti feldolgozások. Az újságsorozat a Budapesti Corvinus Egyetem Levéltárában őrzött iratanyagokban található információkat jelentős mértékben kiegészíti.
Gőzgazdász című humorkönyvet 1973-ban (az egyetem 25.születésnapjára) jelent meg, Farkasházy Tivadar és Halász Géza állította össze. Borítóterv: Nagy János Tipográfia: Grausz Péter. A Gőzgazdász bevezetője: Apropó időszámítás... Egy orvos, egy mérnök és egy közgazdász vitatkozik, melyikük szakmája a legősibb. Természetesen az enyém – mondja az orvos –, hiszen Ádám oldalbordájának operációja már orvosi műtét volt. Igen ám – mondja a mérnök –, előbb azonban meg kellett teremteni a világot az őskáoszból. A közgazdász halkan közbeszól: – ... és mit gondolnak, uraim, ki csinálta a káoszt? ••• és a közgazdász azóta is rendületlenül működik. Gondoljunk csak a bibliai József jövendölésére a hét kövér — hét szűk esztendőről. Mi ez, hanem korának népgazdaság tervezése. Vagy amikor Jézus kiűzé a kufárokat a templomból, arra se találhatunk más magyarázatot, minthogy a keresztény vallás a kezdeti időkben szintén megpróbálkozott az áru és pénzviszonyok bizonyos fokú visszaszorításával. Salamon király feleségeinek és gyermekeinek nyilvántartása fejlett demográfiai és statisztikai módszerek nélkül elképzelhetetlen lett volna, és bizonyára Konstantin császár is előbb kiszámoltatta a bizánci császárság gazdaságtalan voltát, mielőtt beolvadt a mozlim világbirodalomba. Vajh mi lett volna a sorsuk, ha a korabeli ipargazdaságtan szakemberek más végeredményt hoznak ki. A közgazdasági kifejezések használata egyidős a szakmával, már az őskáoszt is világgazdaságnak nevezték. Az úr a hetedik napon megteremté az embert és azóta ismerjük a félkésztermék fogalmát. Midőn derék cromagnoni ősünk egy mamutot megpillantva eképp kiáltott fel — ezt csak holnap ütöm agyon — máris a fogyasztás és a felhalmozás arányait alakította ki. A szűk keresztmetszet jelentőségét elsőnek Leonidász ismerte fel, mikor a thermopülai szorosban háromszázadmagával sikerült megállítania a mérhetetlen perzsa sereget. A római Circus Maximusban már álló és forgóeszköznyilvántartást vezettek, az oroszlánok bizonyára az állóeszköz, a keresztények pedig a forgóeszköz rovatban szerepeltek. Az autarchia kínai találmány, tanúság rá a Nagy Fal. Midőn Attilát eltemették és a rabszolgákat leölték, tulajdonképpen élő munkásból csináltak holt munkást. E kifejezésekről azonban úgy látszik az idők folyamán lekopott az s betű. Árpád apánk és Szvatopluk bizonyára az egyenértékű csereelvének alapján kötötték híres szerződésüket, bár szívük mélyén mindketten érezték, hogy becsapták a másikat. Árpád tudta, hogy a ló sánta, de Szvatopluk is tisztában volt vele, hogy ez milyen nyersanyagszegény és huzatos ország. Lehel és Bulcsu csapatai még önálló export-import joggal rendelkező törzsek voltak, de Szent István hamar rájött, hogy ez így nem mehet tovább, nyugati licencet vásárolt és meghonosította a kereszténységet. Szent István a reklám erejével is tisztában volt és igen hatásos reklámnak bizonyult a kereszténység terjesztésében, amikor a lázadó Koppány testét egyenlő darabokban felszögeztette az esztergomi, veszprémi, győri és kolozsvári városkapukra. Déva várát lelkesen építette a tizenkét kőműves, de ami felépült estére, leomlott reggelre. Azóta van annyi bajunk a befejezetlen beruházásokkal. De máris benne járunk a derűs vidám középkorban, hamarosan megkezdődik az egyszerű árutermelés, hogy majdan átadhassa helyét utódjának a derék kapitalizmusnak. Erről aztán később kiderült, hogy nem is olyan derék így lassan de biztosan lekényszerül a világ forgószínpadáról. A szocialista világrend végre elhozza a kánaánt a közgazdászok számára. Itt aztán kedvükre kiszórakozhatják magukat- Ahhoz azonban, hogy valaki közgazdász lehessen előbb át kell esnie az ún. közgazdászképzésen. Magyarországon ez pontosan huszonöt éve a Nagycsarnok tőszomszédságában, a volt Vámház épületében történik. Hogy hogyan ? Ehhez kedves olvasó, el kell olvasnod az egész könyvet.
Farkasházy Tivadar (a Gőzgazdász Szerkesztője)
Sánta Kamatláb. Közgazdász Humor. 1920-1995. Megjelent az önálló közgazdasági felsőoktatás beindításának 75. évfordulóján. Szerkesztette: Szigeti Endre. Borító, internetes változat: Halász Géza. AULA KIADÓ, 1995.
A Közgazdászban és a Gözgazdászban. (Sánta Kamatláb) számos szöveges és rajzos humoros írás jelent meg. Ld. pl. továbbá Halász Géza Show. Farkasházy Tivadar egyetemi évei (1964-1969) alatt, majd 1972-1975 között a Közgazdászban publikálta humoros, sokszor rendszerkritikus írásait. Pl. Fülig Jimmy sorozatában belül Fülig Jimmy vizsgázik. (Rejtő Jenő. Piszkos Fred a kapitány könyvét plagizálva)
1988-tól a humor eltűnt. Humoros rajz (készítette Halász Géza) utoljára a Közgazdász 1987. 6. számában jelent meg. Úgy tűnik, hogy a humor iránti igény nagyobb a diktatúrákban, mint a demokráciákban. Az országos helyzet hasonló. 2003 után a humor már például csak a Népszavában, HVG-ben, Hócipőben, 1993-as megszüntetéséig Ludas Matyiban, Kreténben (1994-2009, majd 2019-) és 2023-tól a Ludas Mátyásban maradt meg. Humoros lap még 1994-től a Zseb-Garfield. Ennek oka az lehetett, hogy a diktatúrában a humort ellenőrizni lehetett, a demokráciákban már nem. A rendszerváltás után a politikusok azzal szembesültek, hogy a humort már nem tudják ellenőrzésük alatt tartani, viszont nem akartak nevetségessé válni, ezért inkább, ahol lehetett, visszaszorították vagy megszüntették. Miután Magyarországon is két politikai formáció van, nevezzük jobb és baloldalnak, így pl. a baloldalhoz sorolható lapok (ezek vannak többségben) a jobboldali politikusokat figurázzák ki és fordítva is így van. 
Egy példa. Politikai gazdaságtan vizsgán történt. Kérdés: Mi a különbség a kapitalizmus és a szocializmus között ? – Az, hogy míg a kapitalizmusban az embernek ember által való kizsákmányolása folyik, addig a szocializmusban pont fordítva. (Ezt lehetett publikálni, azzal, hogy nem Én hanem a buta vizsgázó mondta.) Közgazdász. 1978. 13. sz.
Ismeretlen szerző, a marxista-leninista elmélettel is viccelődni mert. Lineáris filozófia. Ismeretes, hogy gomba módra szaporodnak a határtudományok. Ennek ellenére a matematikát és a filozófiát összekapcsoló tudományág mind a mai napig nem fejlődött ki. Szerénytelenség nélkül állíthatom, hogy tevékenységem e téren hézagpótló. Kidolgoztam a lineáris filozófiát, amely az algebra eszközével vizsgálja a filozófiai problémákat. Módszerem segítségével egy sor régóta vitatott kérdés megválaszolható. Például az is, hogyan lehet Marxból kifejezni az X-et ?
Marx=Karl                                         (1)
az egyenlet átrendezésével
X={\displaystyle {\frac {KARL}{MAR}}}                                       (2)
adódik, amiből egyszerűsítés után a következő általános érvényű képletet kapjuk:
X={\displaystyle {\frac {KL}{M}}}                                            (3)
ahol:
K= Konstans elvi alapok,
L= Lenin-féle változók,
M= Materializmus, úgyis, mint közös nevező,
X= az ismeretlen, amelynek minden kommunista előtt is ismertnek kell lennie.
Közgazdász. 1972. 20. sz.
2001-től a megjelent számok elsősorban aktuális bel- és külpolitikai eseményekről tudósítottak, az Egyetemen történtek háttérbe szorultak.
2002 decemberében az éppen szünetelő lap megújult. Chikán Attila rektor kérésére Faragó József főszerkesztő vezetésével, diákújságírók indították újra a lapot. 2002 és 2005 között az újság ismét az egyetemi életre fókuszált. 2004-ben a Diák- és Ifjúsági Újságírók Országos Egyesülete (DUE) által kiírt, Az Év Diákújságja 2003 pályázaton a Közgazdász második helyezett lett.
A Corvinus HÖK a Kommunikációs Iroda és a Magatartástudományi és Kommunikációelméleti Intézet közreműködésével alapította meg 2012 januárjában a Corvinus Hallgatói Médiaközpontot. A központ adja ki a Budapesti Corvinus Egyetem két, már korábban is létező újságát. A Médiaközpont célja az egyetemi kommunikáció egységesítése, a hallgatói médiumok összefogása. Több mint ötven hallgató tagja a központnak. A Hallgatói Önkormányzat elnöke és kommunikációs referense ellenőrzi a munkát, amelyet a főszerkesztő és a médiumok felelős szerkesztői koordinálnak.
Közgazdász, a Budapesti Corvinus Egyetem hivatalos lapja. A lap az évek során sok átalakuláson ment keresztül. Elsősorban az egyetem közéleti hírei, szakmai, tudományos és kulturális írások kapnak benne helyet. Megjelenik szorgalmi időszakban kéthetente 20–28 oldalon 3000–4000 példányban tabloid méretben. A hallgatói lap 2019-ben nyomtatott formában megszűnt, írásaik ma már csak a korábban is működő corvinusonline.blog.hu oldalon érhetőek el. A blogon napi rendszerességgel jelennek meg egyetemi közéleti hírek, oktatói és közéleti interjúk, tudományos elemzések és eseménybeszámolók, valamint hallgatói véleménycikkek. A Közgazdász Online szerkesztősége jelenleg 17 főből áll. A szerkesztőséget a Corvinus Egyetem által kiválasztott főszerkesztő vezeti.2014-ben a Magyar Egyetemi és Főiskolai Sajtó Egyesület a Pro Sperare 2014 díjat adományozta a Közgazdásznak. A Diák- és Ifjúsági Újságírók Országos Egyesülete pedig 2012-ben a II., 2013-ban a III., 2014-ben pedig ismét a II. legjobb felsőoktatási diáklapnak találta.
A Közgazdász 1951-2001 között fekete fehér színben, 2002-től színes formátumban jelent meg. 1951 és 2001 között a legfontosabb témakör az Egyetemen történtek közreadása volt. Különösen a Közgazdász 1954-1989 között megjelent számai egy szerencsére már eltűnt világ eseményeinek hű krónikása, ami bemutatta a Marx Károly Közgazdaságtudományi Egyetem fontosabb történéseit. 
A Közgazdász a kitűnő eredményt elért hallgatók nevét és fényképét csak 1959-1964 között közölte. A Népköztársasági Ösztöndíjat (bevezették 1952-ben, 1989 után Köztársasági ösztöndíj) elnyert hallgatók neveit 1959-1971 rendszeresen, majd ezt követően néha adta közre. Rendszeresen publikálta a Tudományos Diákköri Konferenciákon sikeresen szereplő hallgatók neveit.
Faklen Pál (Budapest, 1940. október 29. –) újságíró, szerkesztő, kiadó. A Magyar Reklámszövetség volt elnöke. A budapesti Eötvös József Gimnáziumban érettségizett 1959-ben és a Marx Károly Közgazdaságtudományi Egyetem elméleti szakán szerzett diplomát 1963-ban. Végzés után az egyetem Közgazdász c. lapjának munkatársa, majd 1964-1967 között főszerkesztője. 1967-től a Figyelő gazdasági hetilap munkatársa, tördelőszerkesztője, később olvasószerkesztője volt. 1976-ban a Hírlapkiadó Vállalat Reklámszerkesztőségének vezetője, 1977-től a Magyar Idegenforgalmi Tájékoztató Szolgálat igazgatója. 1981-től a Lapkiadó Vállalat főosztályvezetője (idegen nyelvű lapok kiadója), 1985-86-ban a Delta Szaklapkiadó igazgatója, utána a Műszaki Élet utódlapjánál, a Delta-Impulzusnál a lap 1989-es megszűnésig főszerkesztő-helyettes. 1990-ben a Cédrus Informatikai Rt.-nél főszerkesztőként kialakította a számítástechnikai ismeretterjesztésben úttörő szerepet betöltő Mikroszámítógép Magazin folytatását, a PC-orientált és Magyarországon állandó lemezmelléklettel elsőként megjelenő Alaplap magazint. Az 1993-as kiadóváltás (IDG) után egy évvel, a lap beolvasztásának elkerülésére létrehozta az Új Alaplap Kiadói Kft.-t, az általa kiadott Új Alaplap 2002-ig jelent meg. 1996-ig ez volt a legnépszerűbb hazai számítástechnikai folyóirat, átlagosan 10 ezer körüli példányszámmal. Az Új Alaplap Kiadói Kft. 2008-ban egyezséggel zárult felszámolási eljárása után a Grafológiai Intézet által 1995-ben alapított Grafológia című kéthavi szakfolyóirat kiadója.
Írta: Taxner Tünde, felelős szerkesztő. Hol jelentek meg az egyetemi mémek az internet előtt? A Közgazdász hallgatói lap negyven éve Halász Géza karikaturista szemével. Corvinus Hallgatói Médiaközpont. 2021-11-26. Idén 70 éves Magyarország egyik legrégebbi felsőoktatási lapja. A Közgazdász első száma 1951. október 9-én jelent meg, és online formában ma is működik a szerkesztőség (a régi lapszámok itt megnézhetők). A Közgazdászhoz 1967-ben csatlakozott Halász Géza, aki hallgatóként, majd az egyetem munkatársaként, később pedig az Aula Kiadó egyik vezetőjeként közel negyven éven keresztül részt vett a lap életében. Hatvanas évek. Amikor Halász Géza egyetemistaként csatlakozott, éppen Kincses György vette át a stafétabotot Faklen Pál korábbi főszerkesztőtől. „Vele csináltam végig, és utána, amikor valamelyik nagyobb újsághoz ment, akkor került ide Halay Edit”. Farkasinszky Tiborné Halay Edit meghatározó főszerkesztője volt a lapnak, egészen a rendszerváltásig vezette a Közgazdászt. Ebben az időszakban a főszerkesztő mellett két vagy három munkatárs dolgozott a Közgazdásznál teljes állásban, fizetésért. „Volt fizetett gépírónő is, aki mindenbe beleszólt, átírta a cikkeket, úgyhogy nem győztünk veszekedni a Marikával”. Tartozott a Közgazdászhoz egy nagyjából 20 fős diákcsapat is. „Halay Edit idejében sokan voltak itt, akik szívüket-lelküket a Közgazdászért adták. Ezért soha senki nem fizetett semmit, ezt magunknak csináltuk” – mondja Halász Géza. [] “Gondolom, szerkesztették is a cikkeket” – mondom Gézának naivan. “Ha hagytuk!” – válaszolja. “Nagyon kemények tudtunk ám lenni. Abból a gárdából sokan lettek újságírók, híres emberek. Például a mostani MÚOSZ elnök, Kocsi Ilona is a Közgazdásznál kezdett, a HVG alapítója (a HVG alapító főszerkesztője 1979-ben a Világgazdaság egyik rovatvezetője, Vince Mátyás lett.) pedig eggyel fölöttem járt”. A lap kéthetente jelent meg, ‘67-ben még négy oldalon, majd nyolcon, és később 12 oldalas lett. [] A hatvanas évek végén és a hetvenes években a Közgazdászban szakmai és politikai viták folytak. ‘68-ban kezdődött az új gazdasági mechanizmus, ami nagyon sok vitát váltott ki az egyetemen is. Ekkor írta meg Kornai János a Hiány című művét: „akkoriban ő nem igazán jöhetett be ide, a Közgázra”. Vagyis Géza szerint a vélemények egy részét elhallgattatták, de hallgatói klubokban és a filmkritikákban folyamatos volt a vitatkozás. [] A humorgyűjteményeken túl a Közgazdásznak voltak más különszámai is, de ezek ritkán jelentek meg, és nem maradtak fenn sokáig. „Az egyik ilyen a Gólyahír volt, a gólyabálra készült humoros kiadvány – igen nagy sikere volt”. A másik a Közgazdász Parnasszus volt, ahol a hallgatók irodalmi próbálkozási jelentek meg. Rendszerváltás. A rendszerváltást megelőző egy-két év változást hozott a lap pezsgő életébe is. „A Közgazdász akkor egy olyan vitafórum lett, amit több helyen, cégeknél is megvettek, lemásoltak, sokszorosítottak. Domány András egykori hallgatónk, a rádió vezető munkatársa mondta akkor, hogy jobban várja a Közgazdász megjelenését, mint a Beszélőét. Izgalmas számok voltak ezek. [] Az első rendszerváltás utáni rektor Andorka Rudolf volt, az ő döntése miatt megszűnt egy időre a Közgazdász. Az indok valószínűleg anyagi volt, mivel a Hírlapkiadónál kiadott üzemi lapok állami finanszírozása – így a Közgazdászé is – megszűnt, az egyetemnek kellett volna állnia a szerkesztők bérét és a nyomdaköltséget. A lap két, addig fizetett munkatársa, Molnár Gabriella és Komócsin Sándor maradtak, és pár évig hirdetésekből vitték tovább a Közgazdászt. 2004 óta a Budapesti Corvinus Egyetemhez tartozik a lap, ami 2019 novembere óta már csak online formában jelenik meg.
Szentirmay László az egyetem közéleti klubjáról, a Polvaxról megjelent könyvében (Szentirmay László. Polvax: civilkurázsi: egy politikai klub a Kádár- és az Orbán-korban. Budapest. Ir-ma Szamizdat Kiadó. Promo Data Kft. 2018.) azt írja, hogy a Közgazdász újságot 1972 és 1993 között szerkesztő Halay Edit működése alatt a Közgazdász a bátor hangvételű egyetemi lapok közé tartozott, és egy összetartó közösség, szellemi műhely alakult ki körülötte. Az éles mondatok miatt az egyetem vezetése többször figyelmeztetésben részesítette a cikkek szerzőit.
Komócsin Sándor a Közgazdász volt újságírója ezt írta: Kedvenc főnököm Halay Edit. Ő volt a budapesti közgáz lapja, a Közgazdász felelős szerkesztője az 1970-es és 1990-es évek között. Ennek második felében volt a főnököm. Editke, ahogy hívtuk, többször megóvott attól, hogy hülyét csináljak magamból egy balos véleménycikkel vagy egy félreérthető megjegyzéssel. Folyton feszegette az öncenzúra határait, ha egy cikket nem hozott le, világossá tette, hogy úgy gondolja (ahogy ő fogalmazott időként): ezért keresztre feszítenék. Mármint kirúgnák az állásából az agitációért és propagandáért felelős elvtársak. Annyira vicces manapság egyeseken látni a hasonló aggodalmakat, mármint, ha szeretjük a fekete humort.
Egyetemi Szemle (MKKE szaklapja) műszaki szerkesztője volt 1985-1989 között Farkasinszkyné Halay Edit.
A mindennapok gyakorlatában az 1988 május végi pártértekezletig kevés érzékelhető változás következett be. Halay Editet, a közgazdász főszerkesztőjét megrótták azért, hogy a pártból éppen akkor (1988. április 8-án) kizárt Király Zoltán képviselővel, szerkesztő-riporterrel készített interjút az egyetemi lap. Hegedűs István. Sajtó és irányítás a Kádár-korszak végén. Médiakutató, 2001. 2. sz. Ld.: Pletykák helyett...Interjú Király Zoltán képviselővel. Közgazdász. 1988. 9. sz. A Közgazdász hivatkozva a Pártbizottság állásfoglalásaira bírálta a kizárásokat is. Ld.: A személyi felelősségről, a négy értelmiségi kizárásáról. [] Az országos pártértekezlet állásfoglalás-tervezetéről készített egyetemi munkaanyagot vitattak meg a kari pártalap szervezetek legutóbbi taggyűléseiken. [] Leszögezik, hogy a párt jelenlegi struktúrája, működési mechanizmusa történelmileg túlhaladottá vált. A párt monolitikus felfogása, a frakció- tilalom és a demokratikus centralizmus elve egy tömegpárt esetében nem érvényesíthető. Idekapcsolódó információ a taggyűlések jegyzőkönyveit összegző pártbizottsági anyagból: A négy értelmiségi (Bíró Zoltán, Bihari Mihály, Király Zoltán, Lengyel László.) kizárásáról a taggyűléseket megelőzően értesültünk. Párttagjainkat megdöbbentette a hír, több alapszervezetünk határozatban tiltakozott az eljárás ellen. Ami ebből a tervezet vitájához kapcsolódik: erőteljes elkeseredést váltott ki, mert azt a benyomást kelti, hogy a Politikai Bizottság nem akarja elfogadni a bírálatot. Sokak a társadalomkutató értelmiség elleni támadásnak érzik, és ezek után sokkal szkeptikusabbak az országos pártértekezlet eredményességét tekintve.
Kemény vita — határozott állásfoglalás. Tudósítás a kibővített pártbizottsági ülésről. Szarvas László terjesztette a pártbizottság elé azt a levelet, amelyet Bihari Mihály, Király Zoltán, Lengyel László és Bíró Zoltán pártból való kizárásával kapcsolatban fogalmazott meg a vb. A levélben kifogásolják, hogy a KEB határozata és annak a Titkári Tájékoztatóban közölt indoklása számunkra nem meggyőző. Ezek alapján a KEB-től nyílt érdemi tájékoztatást és döntésük felülvizsgálását kéri az egyetemi pb. A levelet a pártbizottság nyílt szavazással két tartózkodás ellenében elfogadta, amelyet a KEB-hez és a budapesti pártbizottsághoz juttatott el. Halay Edit.
Halay Edit főszerkesztő fotóalbuma.
Halász Géza. Volt-e titka a régi Közgazdásznak. [] A szerkesztőség melletti szoba volt a diákszervezet vezetőinek a szobája (KISZ), a két szoba közt pedig ajtó, mindig nyitva. Késhegyig menő viták zajlottak itt, zengett az emelet, hogy csak ma is ismert neveket említsek a vitázók közül: Németh Miklós, Nagy Sándor, Bauer Tamás, Betlen János. Nem voltak tabu témák, nem volt fék a szájon. [] A Közgazdász Halay Edit főszerkesztővel az élen nem fogta be a száját.
Péntek Orsolya. Interjú Halay Edittel.
A Nyilvánosság Klub megalapítása. Alapítók: Babus Endre (HVG), Bálint B. András (Magyar Hírlap), Gálik Mihály (Magyar Rádió), Halmai Gábor (MKKE), Hirschler Richárd (HVG), Kocsis Györgyi (HVG), Lázár Guy (TK), Mélykuti Attila (Magyar Nemzet), Mézes Flórián (HVG), Molnár Gabriella (Közgazdász). Budapest, 1988. január 14.
Az Akadémiai Kiadó gondozásában 2021-ben jelent meg a Szécsényi András és Zsidi Vilmos szerkesztette A Budapesti Corvinus Egyetem és elődintézményei története a kezdetektől 2020-ig című kötet, amelyben Az egyetem saját kiadású periodikái című fejezet szerzője Huhák Heléna történész. A történész kutató így ír a Közgazdász című egyetemi lapról: „A Közgazdász az egyetem 1951 óta megjelenő, ezáltal Magyarország egyik legrégebbi, folyamatosan kiadott felsőoktatási, közéleti és kulturális hírlapja. Profilját tekintve a Közgazdász az 1950-es években tipikus propagandatermék volt. Az országos és helyi sajtó orgánumaihoz hasonlóan az egyetemi lapok célja is az ideológiai, politikai nevelés, a szocialista eszme és értékrendszer népszerűsítése volt. A korszakban a pártvezetés nagy figyelmet fordított az ifjúságnevelésre, így a Közgazdász feladata a szocialista szellemben nevelt értelmiségi réteg kialakításának támogatása volt. BCE. Jubileumi Évkönyv. Budapest. 2022.
Az egyetemi képzés – a beiratkozás, a szemeszterek, a vizsgaidőszak – és a hallgatói közösségi, kulturális és sportélet eseményeinek ritmusa alapvetően meghatározta a cikkek tematikáját. Kisebb arányban közgazdasági, társadalomtudományi témákkal kapcsolatos írások is helyet kaptak, és a szerkesztők bizonyos országos kérdésekben is állást foglaltak. Emellett irodalmi műveket, karikatúrákat, rajzokat is közöltek. Hírlapként alapvetően nem a tudományos diskurzus erősítése volt a szerkesztők célja, hanem az ideológiai iránymutatás megadása az egyes ügyekben. Ezen a felületen keresztül kommunikálták az MDP, majd az MSZMP döntéseit, határozatait és a KISZ-alapszervezetek belső eseményeit a hallgatók felé. Gyakran interjúvoltak meg egyetemistákat, oktatókat és a munkaerőpiacra frissen kikerült diplomásokat tapasztalataikról. A nemzetközi hírek a szocialista tömb országaiból érkeztek. A pártsajtó olyan jellegzetes műfaja is megjelent a lapban, mint az olvasói levél. A lapszámok négy- vagy hatoldalas terjedelemben, kéthetente jelentek meg. A cikkek 70 százalékát a hallgatók írták. Hogy a publikált tartalom mennyiben volt cenzúrázott, és mennyiben működött jól az öncenzúra, azt az 1950–1960-as évek tekintetében a cikkek alapján nem lehet megállapítani. A szerkesztőség megbízható személyekkel való feltöltése valószínűleg biztosítékot nyújtott az egyetemi pártbizottság számára a laptól elvárt arculat és tartalom kialakítására. BCE. Jubileumi Évkönyv. Budapest. 2022.
2003. október 29.-én (I. évfolyam 1. sz.) jelent meg a Lepke (Lecsó Parkász KErtész) első száma, a BKÁE-ÉTK-KTK-TK Hallgatói Lapja. Főszerkesztő: Dr. Haltrich Attilla, Felelős kiadó: Dr. Jámbor Imre; Felelős szerkesztő: ifj. Szalai Ferenc; Irodalmi szerkesztő, kulturális rovat: Hetei Péter; Sport rovat: Hock Zsófia; Az első számot tördelte. Hetei Péter. A Lepke utolsó száma 2005. szeptember-október (III. évfolyam, 5. sz.) volt. Főszerkesztő: Dr. Haltrich Attila Felelős szerkesztő: Gellér Judit Szerkesztő: Gál-Berey Tünde Gazdasági felelős: Fleury Andrea
A Lepke kiadója a gödöllői Szent István Egyetem részét képező budai karok (a korábbi Kertészeti és Élelmiszeripari Egyetem) amelyek egy integráció eredményeképpen 2003-2016 között az akkori Budapesti Közgazdaságtudományi és Államigazgatási Egyetem (BKÁE) karai voltak. 2004. szeptember 1. óta a Budapesti Corvinus Egyetemen már csak két campuson, hat karral folytatta működését. 2016. január 1-jével újra leválasztották a budai karokat, melyek újra a Szent István Egyetem részévé váltak. Az egyetem csak a gazdálkodástudományi, társadalomtudományi és közgazdaság-tudományi karát tartotta meg, ezáltal visszatért korábbi struktúrájához.
Aranygyűrűs doktori címet („Promotio sub auspiciis praesidentis Rei Publicae”) Magyarországon 1958-ban vezették be. A rendelkezésre álló források alapján 8 hallgató nyerte el 1969-1990 között. Mindnyájan az MKKE tanulói voltak, kivéve Horváth Istvánné, Jándi Margitot, aki Moszkvában a Lomonoszov Egyetemen végzett. Zalai Ernő (1969), Bekker Zsuzsanna (1972), Oláh Ildikó (1972), Szepesi György (1972), Romhányi Ágnes (1973), Széles Adolf (1974), Daróczi Etelka (1990). Horváth Istvánné, Jándi Margit (1984)
1990 után az elmúlt 48 évben nincs adat arról, hogy a Budapesti Corvinus Egyetemen elnyerte-e valaki az aranygyűrűs doktori címet. A rektor – a köztársasági elnök előzetes hozzájárulásával – „Promotio sub auspiciis praesidentis Rei Publicae” kitüntetéssel avatja doktorrá azt, akinek a középiskolában és a felsőoktatási intézményben, valamint a doktori képzésben folytatott tanulmányai során a teljesítményét mindig a legmagasabbra értékelték (csak jeles eredményt ért el), feltéve továbbá, hogy a doktori fokozatszerzési eljárás során is kiemelkedő teljesítményt nyújtott.

## Lapgazdák
| kezdet éve          | megszűnés éve       | lapgazda                                                         |
| ------------------- | ------------------- | ---------------------------------------------------------------- |
| 1951. október 9.    | 1953. március 13.   | Magyar Közgazdaságtudományi Egyetem                              |
| 1953. március 14.   | 1990. február 28.   | Marx Károly Közgazdaságtudományi Egyetem                         |
| 1990. március 1.    | 1999. december 31.  | Budapesti Közgazdaságtudományi Egyetem                           |
| 2000. január 1.     | 2004. augusztus 31. | Budapesti Közgazdaságtudományi és Államigazgatási Egyetem        |
| 2004. szeptember 1. | 2011. december 31.  | Budapesti Corvinus Egyetem                                       |
| 2012. január 1.     | 2019. december 31.  | Egyetemi Hallgatói Önkormányzat, Corvinus Hallgatói Médiaközpont |

## Főszerkesztők
| kinevezés            | felmentés            | Felelős szerkesztő, főszerkesztő | Forrás |
| 1951. október 9.     | 1953. szeptember 15. | Nem közölték a főszerkesztő nevét                                                                                                   | [ 63 ] |
| 1953. szeptember 16. | 1953. december 31.   | Gácsi Sándor | [ 64 ] |
| 1954. január 1.      | 1956. március 28.    | Illés János | [ 65 ] |
| 1956. március 29.    | 1956. december 31.   | Káplár József | [ 66 ] |
| 1959. január 1.      | 1964. október 12.    | Bögre Katalin. 1962 november 5. és 1963. április 18. között Bögre Gyuláné néven.                                                    | [ 70 ] |
| 1964. október 13.    | 1965. október 11.    | Kahulits László | [ 71 ] |
| 1965. október 12.    | 1967. október 31.    | Faklen Pál | [ 72 ] |
| 1967. november 1.    | 1972. március 31.    | Kincses György | [ 73 ] |
| 1972. április 1.     | 1993. június 11.     | Farkasinszky Tiborné, sz. Halay Edit                                                                                                | [ 74 ] |
| 1993. szeptember 17. | 1995. szeptember 28. | Molnár Gabriella, megbízott szerkesztő, majd 1994. november 18.-tól főszerkesztő. 1996-1997 években a Közgazdász kiadása szünetelt. | [ 75 ] |
| 1998. február 1.     | 2001. december 31.   | Bátki Mihály | [ 76 ] |
| 2002. február 1.     | 2002. december 31.   | Domokos Tamás | [ 77 ] |
| 2003. január 1.      | 2004. december 31.   | Faragó József | [ 78 ] |
| 2005. január 1.      | 2011. december 31.   | D. Szekeres Ágnes | [ 79 ] |
| 2012. január 1.      | 2013. december 31.   | Hajas Ádám | [ 80 ] |
| 2014. január 1.      | 2016. szeptember 31. | Pekoli Miklós | [ 81 ] |
| 2016. október 1.     | 2017. február 28.    | Papp Gergő | [ 82 ] |
| 2017. március 1.     | 2018. február 28.    | Sándor Krisztián | [ 83 ] |
| 2018. március        | 2018. december 31.   | Bekker Balázs | [ 84 ] |
| 2019. január 1.      | 2021. december 31.   | Kovács Máté | [ 85 ] |
| 2022. január 1.      | 2022. december 31.   | Petrás Hanna | [ 86 ] |
| 2023. január 1.      | 2024.                | Máriássy Fruzsina | [ 87 ] |

| Munkatársak 1959-2023 között |
| --- |
| Agg Zoltán, Alföldi László, Árva László (fotó is), Avar János, Babucs Éva, Báger Gusztáv, Bajusz Károly (fotós), Bakonyi Péter, Balázs Gusztáv (fotó is), Balogh Gyula (vers), Bandl Tamás (fotós), Barna Zsuzsa, Bánki András, Bauer Tamás, Becsky György, Békés Zoltán, Béki Gabriella, Betlen János, Berczelly Mária (fotós), Bernát György (fotós), Beszteri László (fotós), B. Kiss Tamás, Blahó Miklós, Bock Gyula (fotós), Bolgár György, Bogdán András, Boronkay Tamás, Borsi György, Borsi László, Both Vilmos, Bögre Katalin, Brüll Mária, Budai János (fotós is), Burger Ferenc (fotós), Burján Szilárd, Buza Nándor (fotós), Czabán György (fotós), Csányi Tamás, Csépai János, Budai Benjamin, Csáki György, Csanádi Péter, Chikán Bálint, Csiszér Ágnes, Czibor Valéria, Dankó Ádám, Dányi Pál (fotós), Demcsák Ágnes, Demeter Anna (fotós), Dezséri Kálmán (karikatúra, rajz), Dicsuk Dániel, Dobos Péter, Domány András, Dlupolszky László (karikatúra, rajz), Dukász Anna, Durst Judit, Eisenkramer Károly (fotós), Egerszegi Csaba, Egri Mária, Erdős Tamás (fotós), Eszes István (fotós), Eszes Tamás (fotós), Faklen Pál, Faragó András, Farkasházy Tivadar, Fáth Péter (fotós is), Fáy Árpád, Fekete Mátyás (fotós), Ferencz Gábor, Fery Sarolta, Fluck Zsuzsa, Fodor György, Fodor László, Fonyódi János, Fóris György, Forró Éva, Földes Péter (versek is), Friedmann Károly (fotós), Gaál Gyula, Gálicz Tibor, Gábor János (versek), Gálik Mihály, Gancer Sándor (fotós), Gárdos Katalin (fotós), Gém Erzsébet, Gervai Pál, Gerlei Zoltán (fotós), Geszti Margit, Goker Lajos (fotós), Gosztonyi Gábor (fotós), Gurmai Zita, Gyarmati István (fotós is), Gyenis Ágnes, Hahn Péter, Halay Edit, Halász Géza (karikatúra, rajz), Halász György, Halász János, Hatala Éva, Hirschler Richárd, Holjencsik Sophie, Horn Gábor, Horváth Gábor (fotós), Horváth Ferenc (fotós, karikatúra), Iván Gábor, Izsák Jenő (karikatúra, rajz), Jakab Zoltán (versek, hírek), Jakab Zsuzsanna (fotós), Jaksity György, Janicsek Tamás, Joó Rudolf, Kádár János (fotós), Kálmán Dezső (fotós), Kalotay Kálmán (fotós), Kaplár F. József, Kazár Péter, Kecskeméti Gábor, Kékesi József, Kékesi Katalin, Kelemen Béla, Kemény Ádám, Keresztury Miklós, Késedi Ferenc, Kéthly Katalin, Keveházi Katalin, Kincses György, Király László, Kiss Zoltán (fotós), Kóbor Andrea, Kocsi Ilona, Kocsi Margit, Kocsis Györgyi, Kolozsvári Zoltán, Komócsin Sándor, Koncz Gábor, Koncz János, Konya József (fotós), Korpics Mirko, Kozma Judit, Körösényi András, Köves András, Krizsán János (fotós), Kulcsár József (fotós), Kun Zsuzsa, Kurtán Lajos, Kutas János, Lakatos Barnabás, Laki Mihály, Lambert Gábor, Lányi Péter (humor, rajz), Lapath Béla, Lapath Éva, Láng László Gyula, Láng Tamás, Lipovecz Iván, Lányi Péter, Lapath Éva, László Gyula, Lekka Sándor (fotós), Lovász Péter, Lux Valter, Magyari András, Májer Beáta, Major Éva, Makay László, Marosi László, Marschall Miklós, Marsi András, Martin József, Martin József Péter, Matusz Ferenc (fotós), Meleg József, Merényi Miklós, Mezei Géza, Miklósvári Zoltán (vers és rajz is), Misi Gyula (fotós), Molnár Gabriella, Molnár Patricia, Móra Gábor (fotós), Morcsányi Géza, Moubsir Musztafa, Nagy Gábor (fotós is), Nagy Erzsébet, Nagy János (karikaturista, rajz), Nagy József, Nagy Katalin, Nándorfi Géza, Németh Gábor (fotós), Nyíri Károly, Nizsalovszky Éva, Ocskay Lilla, Onódy Tamás, Ortutay Lovas Gyula, Pál Kata, Pálfi Gergő, Patkó András, Pavkovics Mária, Patkó András, Petres Sándor, Petrich Ákos (fotós), Pócs György, Pogány Ágnes, Polgár Edit, Pólya Zoltán (fotós), Práger László, Pongrácz György, Poór Klára, Pullai Árpád (fotós), Puskás L. Tamás (†1981), Rácz Ágnes, Radványi Zsolt (fotós), Rág József, Rák György (rajz), Reiff Éva (fotós), Ressely Béla (fotós), Rimóczi Károly, Romhányi Zsolt (fotós), Róth János, Rózsa Gábor (fotós), Rózsa Iván, Rózsahegyi János, Rudolf Zsuzsa, Sághy Zoltán, Sarlós Gábor, Sas István, Sass Ákos (fotós), Sebestyén István, Sebők János, Simonyi Tamás (fotós), Simor István (fotós), Simonyi Tamás (fotó is), Sóvári Gizella, Spielmann János, Stafira Zsuzsa, Stark Tamás, Szabó Albert (rajz, humor), Szabó György, Szabó László, Szalai Tamás, Szamosi Zsuzsa (rajz), Száva Lajos (fotós), Szász Katalin, Szathmáry Erzsébet, Szatmári Jenő, Száva Lajos (fotós), Szegő Szilvia, Székely Andrea, Szendi Sándor, Szentirmay László, Székely Balázs, Szepesi Gábor (fotós), Szilágyi Gábor (fotós), Szivi József, Szőke András, Szökrön László (fotós), Szöllösy Szabolcs, Szücs Enikő, Szücs Györgyi, Tabák Péter, Takács Ádám, Tarján Dániel, Tárnok Zoltán (fotós), Tibor Ágnes, Tolnai János, Torma Imre, Tormai László Ádám, Tóth Péter (fotós), Tutsek Csaba (fotós), Türei Sándor, Újvári József, Urbán Tamás (fotós), Vajda László, Valcsicsák Imre, Váradi György (fotós), Varga János (fotós), Vass Kálmán (fotós), Vass László, Vértes Gábor, Vince Mátyás, Világi Éva, Wild Gábor, Vona Annamária, Vörös Tibor (fotós), Zalai István, Zimányi Zoltán, Zsembery Ágnes, Zsivkó Nakev (fotós), Zsubori Ervin (vers is). Andor László, Angyal Ádám, Bacher Iván, Balla Viktor (fotó), Benedek István, Gábor, Barotányi Zoltán, Bénecz Marianna, Bodnár Viktória, Bojtos Júlia, Bugovics Norbert, Csató Tamás, Daróczi Zoltán, Darvas Zsolt, Debreceni Eszter, Dely Kriszta, Don Patron, Durucskó Mihály, Durst Judit, Erdős György, Fáy Árpád, Fáskerti Zsolt, Fekete Gábor, Forrai Zsolt (fotó), Gaál Ilona, Gáborjáni Szabó Ákos, Gallai Sándor, Gánti Bence, Gosztonyi Csaba, Gyenes Péter, Gyöngyös Zsófia, Gyöngyösi Szabolcs, Győri Dávid, Halay Edit (1972-1993 között a főszerkesztője volt a Közgazdásznak, a legtöbb cikket 1990-1999 között Ő írta), Halász Géza (rajz) Halmy Attila, Hámori Zsuzsa, Harmai Gábor, Hódsági Ferenc, Horváth Endre, Hovorka János, Iván Gábor, Jalsorszky Pál, Joó Ferenc, Justyál János (fotó), Kalocsai Péter, Károlyi Eszter (fotó), Kelemen Zoltán (fotó), Kellemet Lenke, Kerekes Ágnes, Keveházi Katalin, Kiss Ákos, Kiss Tamás, Kocsis Tamás, Komócsin Sándor, Kovács Ágnes, Kovács Alexa, Kovács Gábor, Kramer Ágnes, Liskáné Pólya Lenke, Longer Csaba, Lengyel Krisztina, Mádi Szabó Zsófia, Magyar Ágnes, Majer Balázs, Makay László, Martin József, Mártonffy Zsuzsa, Masztis Tamás, Máté Dániel, Mázsa Péter, Medgyesi Márton, Meszleny László, Mitró Katalin, Molnár Gabriella, Mosony Krisztián, Nagy Lajos, Négyökrű Kriszta, Orbán Tas, Paksi Bori, Páles Judit, Papp Péter, Pozsgai Peter, Rényi Gábor, Rózsa Andrea, Rózsa Gábor (fotó), Rozsa Iván, Ruzsányi Tibor, Salamon Csaba (fotó), Scharlc Ágota, Skoda László, Somlósi Károly, Soós Katalin, Sümegi Noémi, Szabó Éva, Szigeti Szabolcs, Stelbaczky Tibor, Szabó Attila, Szabó Fruzsina, Szajp Szabolcs, Szalai Tamás, Szalay Szabolcs, Szaniszló Zsolt, Szendi Sándor, Sziklay Levente (fotó), Szörényi András, Takács József, Takács Sándor (fotó), Tamásik Tibor, Teplán István, Uhlmann Csilla, Vágréti László, Vajda Éva, Vajda Tamás, Valcsicsák Imre, Varsányiné Szabó Mária, Világi Balázs, Vincze Máté, Vörös András Csaba. - Benedek István Gábor a szerkesztőbizottság elnöke, - Bátki Mihály főszerkesztő, - Szabó Mária Magdolna lapigazgató, - Munkatársak: Géber Júlia, Gyöngyös Zsófia, Győri Dávid, Mártonffy Zsuzsa, Zárda Nóra, - Fotó: Károlyi Eszter - Benedek István Gábor a szerkesztőbizottság elnöke, - Bátki Mihály főszerkesztő, - Szabó Mária Magdolna lapigazgató, - Munkatársak: Benedek Norbert, Bemschütz Mária, Böröcz Petra, Géber Júlia, Győri Dávid, Mártonffy Zsuzsa, Pollák Péter, Sípos Anikó, Zárda Nóra, - Domokos Tamás főszerkesztő, - Végső Zoltán szerkesztő, - Munkatársak: Albert Gábor, Balogh László, Bernschütz Mária, Birtalan Liliána, Böröcz Balázs (fotó), Böröcz Petra, Domokos Tamás, Gálfi Lilla, Kremzer Imre, Nagy Orsolya, Németh Nikolett. Sipos Anikó, Válóczi Viola, Végső Zoltán, - Fotó: Böröcz Balázs, Szabó Linda. - Tördelő: Bencze Sándor - Gálik Mihály a szerkesztőbizottság elnöke, - Faragó József főszerkesztő, - D. Szekeres Ágnes felelős szerkesztő, - Munkatársak: Ambrus Dávid, Benedek Norbert, Böröcz Petra, Bródy András, Csomán Gábor, Erdős Tamás, Gálfi Lilla Zs., Györgyei Szabó Magdolna, Halay Edit, Hetei Péter, Kármán Irén, Komócsin Sándor, Kovács Erzsébet, Kovács Tamás, Láng Zsuzsa, Mányi Diana, Nádorfi Géza, Németh Patricía, Pauló Robert, Peidl Balázs, Pető Szabolcs, Sándor Béla, Szalai Ferenc, Szegő Richárd Miklós, Szigeti Endre, Szirmai Péter, Sztancsik Richárd, Végh László Flórián, Wéber Kati, - Fotó: Csillag Sára, Nehéz-Posony Kata, - Tipográfia: Lorentz Attila. - Gálik Mihály a szerkesztőbizottság elnöke, - Faragó József főszerkesztő, - D. Szekeres Ágnes felelős szerkesztő, - Munkatársak: Ambrus Dávid, Bernáth Zsófi, Boruzs Tibor, Böröcz Bori, Böröcz Petra, Bródy András, Gálfi Lilla, Gincsai Tamás, Halay Edit, Haskó Gabriella, Kármán Irén, Kovács Tamás, Kővári Attila, Magyar Aletta, Marjainé Szerényi Zsuzsanna, Molnár Gál Péter, Pap Beáta, Pauló Róbert, Peidl Balázs, Pető Szabolcs, Sándor Béla, ifj. Szalai Ferenc, Szirmai Péter, Sztancsik Richárd, Vásárhelyi Krisztina, Végh László Flórián, Zemlényi Zoltán - Fotó: Nehéz-Posony Kata - Tipográfia: Lorentz Attila - Gálik Mihály a szerkesztőbizottság elnöke, (2005. február-március) - D. Szekeres Ágnes főszerkesztő, - Faragó József felelős szerkesztő, - Rovatvezetők: Gálfi Lilla (közélet-köztér), Magyar Aletta (kultúra), Kovács Tamás (kitekintő), Sztancsik Richárd (sport), - Munkatársak: Ambach Balázs Mihály, Andrási Monika, Ambrus Dávid, Ádám István, Bernáth Zsófia, Bernschütz Mária, Blahó András, Böröcz Borbála, Farkas Dávid, Gáspár Balázs, Halász Géza, Hátsági Attila, Káli György, Hátsági Attila, Havran Dániel, Kocsis Ferenc, Köbli Viktória, Kerékgyártó Gábor, Kőmíves Tímea, Krakk Zsolt, Láng Olivia, Molnár Gál Péter, Nagy-Szilitsán Eszter, Orel Dorottya, Papp Lívia, Pető Szabolcs, Polgár András, Potó Sándor Attila, ifj. Szalai Ferenc, Szántó Péter, Vadász Attila, Vári Sára, Winkler Zsuzsa, Zemlényi Zoltán, - Fotó: Nehéz-Posony Kata, Szántó Péter, - Tipográfia: Lorentz Attila - D. Szekeres Ágnes főszerkesztő, - Nagy-Szilitsán Eszter szerkesztő - Rovatvezetők: Nagy-Szilitsán Eszter (közélet-köztér), Bernáth Zsófia (kultúra), Vári Sára (határok nélkül-kitekintő), Király Annamária (szabadidő), Polgár András (szabadidő), - Munkatársak: Ádám István, Ámon Kata, Andrási Monika, Babik Eszter, Bak Zsófia, Bakonyi Zoltán, Balpataki Fruzsina, Bernáth Zsófia, Bernschütz Mária, Csala Judit, Csapó Krisztián, Dányi Krisztián, Gálfi Lilla, Hátsági Attila, Hegedűs Éva, Kalmár Júlia, Kiss Edit, Kiss Norbert, Király Annamária, Kovács Tamás, Kozma Viktória, Köbli Viktória, Kőmíves Tímea, Kraft Anikó, K. Nagy Judit, László Valéria, Lövei László, Magyari Beck István, Nagy-Szilitsán Eszter, Németh Eszter, Pető Rita, Peijés István, Polgár András, Pulics Kitti, Radics Gabriella, Radó Nóra, Reményi Dóra, Rohoska Gábor, Polgár András, Simay Attila Endre, Szabolcsi Réka, Szántó Péter, Szerencsi Ágnes, Szirmai Péter, Szőke Adrienn, Tatár Balázs, Tűrik Olga, Tóth Mária, Vári Sára, Varga Attila, Veres Erzsébet, Virág Attila, Zsidi Vilmos, Zsigmond Boróka, - Fotó: Böröcz Balázs, Honics István, Köbli Viktória, Műnk Tamás, Nehéz-Posony Kata, Rácz Olivér, Szántó Péter, Vári Sára, Zsigmond Boróka, - Tipográfia: Lorentz Attila. - D. Szekeres Ágnes főszerkesztő, - Bernáth Zsófia felelős szerkesztő, - Rovatvezetők: Nagy-Szilitsán Eszter (közélet-köztér), Bernáth Zsófia (kultúra). Vári Sára (határok nélkül), Kraft Anikó (kitekintő), Király Annamária (szabadidő) - Munkatársak: Ádám István, Bacsa Edit, Bak Zsófia, Bakonyi Zoltán, Behán Tamás, Berács József, Bernáth Zsófia, Bernsehütz Mária, Bodnár Antal Nándor, Csapó Krisztián, Czikora Tamás, Drienyovszki Éva, Erdős Rita, Érsek Katalin, Fábián Ádám, Fülöp Györk, Gál Péter, Galambos László, Gálfi Lilla, Géczi Andrea, Gőcze Csilla, Grausza Nóra, Hajdú Gábor, Halász Géza, Harangozó Dániel, Hátsági Attila, Hegedűs Éva, Herbszt Letti, Hofstadter Ákos, Horváth Bence, Hudomiet Péter, Ignits Péter, Juhász Zsuzsanna, Kalmár Júlia, Köbli Brigitta, Keresztúry Balázs, Király Annamária, Kiss Veronika, Kollarik András, Kovács Erzsébet, Kovács Márk, Kraft Anikó, Kőmíves Tímea, Kurucz Máté, Lencsés Gyula, Lipták Ádám, Málnási Péter, Máté Zoltán, Mikesy Álmos, Nagy-Szilitsán Eszter, Németh Eszter, Lénárt Éva, Simon Judit, Gálfi Lilla, Nagy-Szilitsán Eszter, Németh Eszter, Radó Nóra, Pető Rita, Péceli Balázs, Platt Kinga, Pulics Kitti, Radó Nóra, Reizer Balázs, Sábián Péter, Sándor Eliza, Simay Attila Endre, Simon Judit, Szabolcsi Réka, Szabolcsi Zsanett, Szekeres Mátyás, Székács Katalin, Szénássy Nikolett, Szigedi Tamás, Szent-Andrássy Márk, Szerencsi Ágnes, Szerényi Szabolcs, Szilágyi Gergely, Szirkó András, Szügyi Gergely, Torma Réka, Tóth-Czifra András, Tresó Kálmán, Vadász Eszter, Vári Sára, Vágó Péter, Zsigmond Boróka, - Fotó: Nehéz-Posony Kata, Exner Tamás, - Tipográfia: Dáva Iván, Lorentz Attila. - Tördelés: Balogh Katalin - D. Szekeres Ágnes főszerkesztő, - Rovatvezetők: Nagy-Szilitsán Eszter (közélet), Szerényi Szabolcs (közélet), Szerencsi Ágnes (köztér), Bernáth Zsófia (kultúra), Kraft Anikó (kitekintő), Király Annamária (szabadidő), Németh Eszter (szabadidő), - Munkatársak: Bakonyi Zoltán, Bányai Gyula, Barta Éva, Bernáth Zsófi, Bécsi Rita, Bod Péter Ákos, Ecseki Adrienn, Erdősi Bálint, Ecker Claudia, Érsek Katalin, Füredi Eszter, Galambos László, Gáspár Péter Pál, Gedeon Eszter, Gönczi Eszter, Halász Géza, Harmat Rózsa, Hamvai Réka, Hátsági Attila, Hrubos Ildikó, Ignits Péter, Jakabfi László, Karácsony Dóra, Király Annamária, Kiss Ágota, Kiss Hajnalka, Korpos Gergely, Kozma Georgina, Kozma Gina, Kraft Anikó, Kőmíves Tímea, Lénárt Éva, Lipták Ádám, Mádi Csaba, Mészáros Kinga, Máté Zoltán, Mészáros Thomas Richard, Nagy-Szilitsán Eszter, Németh Eszter, Oravecz Gergely, Pálfi Petra, Podonyi Krisztina, Radó Nóra, Reményi Dóra, Sarkadi Tamás, Szabó Dávid, Scmidt András, Szabolcs Zsanett, Szirmai Péter, Szerencsi Ágnes, Szerényi Szabolcs, Szilléry Mirjam, Takács Mihály, Tóth-Czifra András, Vágó Péter, - Fotó: Szerényi Szabolcs, Mészáros Thomas Richard, Veress Réka, - Tördelés: Balogh Katalin. - D. Szekeres Ágnes főszerkesztő, - Rovatvezetők: Bernáth Zsófia (kultúra), Kraft Anikó (kitekintő), Németh Eszter (szabadidő), Szerencsi Ágnes (köztér, zsibongó-fókuszban), Király Annamária (szabadidő), Kiss Ágota (kikapcsoló), Szerényi Szabolcs (közélet), Szilléry Mirjam (nagyvilág), Juhász Mónika (örökmozgó), - Munkatársak: Albert Dóri, Bakacsi Gyula, Bakonyi Zoltán, Bakró-Nagy Andrea, Bende Zsófi, Bárdi Fruzsina, Bernáth Zsófi, Bizik Brigitta, Bogdán András, Bordán Pálma, Bősz Anett, Bukovszky Szilveszter, Delkó Kata, Dornbach Évi, Ferencsik Ildikó, Galambos László, Gáll István, Gedeon Eszter, Glász Dávid, Gyülvészi Gergely, Halász Géza, Hatrmann Ákos, Hernád Aliz, Holjencsik Sophie, Juhász Mónika, Juhász Zsombor, Király Annamária, Kiss Ágota, Kiss Dávid, Kiss Mónika, Kóbor Andrea, Koloszár Gábor, Koncz Katalin, Kozma Georgina, Kővári Dániel, Kraft Anikó, Kurucz Andrea, Márkus Gergely, Mester Tamás, Mészáros Tamás, Mikulás Barbara, Molnár Júlia, Németh Eszter, Nováky Erzsébet, Ocskay Lilla, Ónodi Mária, Oravecz Gergely, Osváth Eszter, Pimpao Gabriella, Ozsváth Bianka, Pálinkó Orsolya, Radó Nóra, Reizer Balázs, Rigó Áron, Rónafalvi György, Schmidt András, Tóth Eszter Lilla, Szabó Eszter, Szabó Zoltán, Székely Balázs, Szerencsi Ágnes, Szerényi Szabolcs, Szilléry Mirjam, Szurdi István, Vágó Péter, Virág Emese, - Fotó: Balogh Katalin, Fáth Ádám, Hegede Szabolcs, Mészáros Thomas Richard, Szerényi Szabolcs, - Tördelés: Balogh Katalin. - D. Szekeres Ágnes főszerkesztő, - Rovatvezetők: Vágó Péter (impressziók), Kraft Anikó (fókuszban), Kiss Ágota (kikapcsoló), Ocskay Lilla (kikapcsoló), Juhász Mónika (örökmozgó), Székely Balázs (zsibongó), - Munkatársak: Ábrahám Zsolt, Albert Dóri, Bakonyi Zoltán, Bakonyi Réka, Bakró-Nagy Andrea, Bogdán András, Bogdán Botond, Deák Dorottya, Dicsuk Dániel, Domonyi László, Fáth Ádám, Frigy Árpád, Füredi Eszter, Fülöp Györk, Galambos László, Hátsági Attila, Hargitai Judit, Hrubos Ildikó, Holjencsik Sophie, Juhász Mónika, Király Annamária, Kánya Ildikó, Kiss Ágota, Kóbor Andrea, Kocsis László, Kovács Blanka, Kraft Anikó, Láng Andrea, Lénárt Éva, Mester Tamás, Móricz Éva, Nagy Dorottya, Németh Annamária, Németh Eszter, Ocskay Lilla, Pálfi Gergő, Pálinkó Orsolya, Péceli Balázs, Radó Nóra, Szabó Lajos, Székely Balázs, Szilágyi Bettina, Szirmai Péter, Tóth Eszter Lilla, T ran Thanh Diem Quynl, Vágó Péter, Varga Gergő, Zsólyom Adriána, - Fotó: Balogh Katalin, Bogdán András, Fáth Ádám, Krivánszky Árpád, Poór Péter, - Tördelés: Balogh Katalin. - D. Szekeres Ágnes főszerkesztő, - Rovatvezetők: Vágó Péter (impressziók), Kiss Ágota (fókuszban), Kraft Anikó (fókuszban), Dicsuk Dániel, (katedra), Ocskay Lilla (kikapcsoló), Juhász Mónika (örökmozgó), Pálfi Gergő, (örökmozgó), Bogdán András (zsibongó), Holjencsik Sophie (zsibongó), Székely Balázs (zsibongó), Túróczi Zoltán (HŐK info), - Munkatársak: Bajner Mária, Baka Peter, Bakacsi Gyula, Bakonyi Zoltán, Bekker Zsuzsa, Bogár László, Bogdán András, Bogdán Botond, Burján Szilárd, Dicsuk Dániel, Domokos Klaudia, Erdős Áron, Gönczi Petra, Hajas Ádám, Hajas Gergely,Halász Géza, Hermán Fanni, Holjencsik Sophie, Juhász Mónika, Kaczuka Péter, Kánya Ildikó, Kóbor Andrea, Koch Csilla, Kovács Alexandra, Kraft Anikó, Krasznahorkai Dorka, Kunfalvi Nóra, Lovász Viktor Soma, Mester Tamás, Nagy Klára, Németh Áron Attila, Nováky Erzsébet, Ocskay Lilla, Pálfi Gergő, Pekoli Miklós, Pigniczki Zoltán,, Szabó Balázs, Szánti Gábor, Székely Balázs, Stang Krisztina, Szerencsi Ágnes, Szirmai Péter, Takács Ádám, Tóth Magdolna, Tózsa István, Túróczi Zoltán, Vágó Péter, Vágvölgyi Virág, Vindics Anna, Zakota Tamás, - Fotó: Bogdán András, Dicsuk Dániel, Poór Péter, Stiber Judit, - Tördelés: Balogh Katalin. - Hajas Ádám főszerkesztő, - Pekoli Miklós (2012. február-2012. március) felelős szerkesztő, Dicsuk Dániel (2012. április-2012. október 8.) felelős szerkesztő, Nyéki Júlia (2012. szeptember 24.-2012. december 14.) felelős szerkesztő, - Rovatvezetők: Burján Szilárd (karrier), Dicsuk Dániel (katedra, közkép), Glóger Anna (közhír), Gyimesi Bernadett (közjáték, kávéház), Holjencsik Sophie (közélet), Kóbor Andrea (központ), Molnár Gyula (közhír, katedra), Pálfi Gergő (közjáték, központ), Pekoli Miklós (katedra, közhír), Nagy Klára (központ, kultúra), Csabai Tünde (közkép), Ocskay Lilla (kultúra), Südi Anna (kultúra), Bártfai Eszter (connection), Fisi Marcell (karrier), Gyimesi Bernadett (kávéház, közjáték), Jánoska Rita Zsófia (budai campus), - Munkatársak: Angyal Andrea, Bagdy Ábel, Balogh Alexandra, Bánfi Tamás, Bardóczi Sándor, Baumann Zsófi, Bártfai Eszter, Berencsi Márk, Biacsics Boglárka, Bod Péter Ákos, Bogdán András, Bözöri Dániel, Burján Szilárd, Csabai Tünde, Csepregi Zsolt, Dallos Sára, Dicsuk Dániel, Domány András, Domokos Klaudia, D. Szekeres Ágnes, Dallos Sára, Domokos Klaudia, Dudás Nikolett, Dzunic Anna Maria, Egeresi Zoltán, Elekes Attila, Farkas Attila, Fazakas Gergely, Fekete Adrienn, Fekete Zita, Filáj Gábor, Fisi Marcell, Gáspár Tamás, Glóger Anna, Gonda Gréta, Gyimesi Bernadett, Hajdú Roland, Hanyecz Katalin, Havran Zsolt, Holczinger Dóra, Holjencsik Sophie, Horváth Kristóf, Horváth Mónika, Hum Antal, Jánoska Rita, Incze Zsombor, Juhász Zsuzsanna, Kalina Veronika, Kardosné Kaponyi Erzsébet, Kiss Dávid, Kraft AnikóK, Kassai Andrienn, Kelemen Kata, Kemény Kornél, Kiss Dávid, Knopf Alexandra, Kóbor Andrea, Koch Csilla, Kocsa Norbert, Kraft Anikó, Kolozs Borbála, Kubik Anna, Kugler Timea, Kutasi Gábor, Lakos György, Lénárd Eszter, Lovas Vilmos, Lukács János, Madár István, Megyeri Mirtill, Mákos Rebeka, Mészáros Tamás, Molnár Gyula, Muck Iván, Muck Ferenc, Nagy Klára, Németh Áron Attila, Németh Gábor, Nyakas Szilárd, Nyéki Júlia, Saffer Zsuzsanna, Nyéki Júlia, Orbán Patrícia Krisztina, Országh Edina, Pálfi Gergő, Papp Gergő, Papp Johanna, Pap Krisztina, Patai Noémi, Pekoli Miklós, Petter Vifladt, Rab Zsófia, Rostoványi Zsolt, Saffer Zsizsi, Sándor Márton, Schmiedt Fáta, Soffer Zsizsi, Spéder Balázs, Südi Anna, Szabó Dániel, Szabó Orsolya, Szántó Rüben, Szász Nóra, Székely Balázs, Szigeti Andrea, Takács Ádám, Tengely Veronika, Tóth Kriszti, Tóth Nándor Tamás, Tóth Tádé Dániel, Török Ádám, Vágó Péter, Varga Ágnes, Veres Erzsébet, Zágoni Bella, Zakota Tamás, Zöldi Blanka, - Tördelés: Balogh Katalin, - Fotó: Bardóczi Sándor, Bátyi Tamás László, Bartos Gyula, Bogdán András, Bozsér Kata, Europress Fotóügynökség, Bözöri Dániel, Burján Szilárd, Czókos Gergely, Dicsuk Dániel, Dóka Attila, Engler Tamás, Erdélyi Mónika, Fisi Marcell, Földesi Máté, Horváth Réka, Huszti István, Jekkel Dóra, Juhász Ádám, Kiss Dávid, Kóbor Andrea, Kovács András, Kovalovszky Dániel, Kürti Ivett, Nagy Botond, Náray E. Tamás, Nikes-Soós Bálint, Nyéki Júlia, Ocskay Lilla, Orbán Attila, Orbán Balázs, Pelsőczy Csaba, Plank Ádám, Pluzsik Tamás, Polhodzik Ádám, Podobni Mihály, Poór Péter, Posztós János, Schmiedt Fáta, Somosi Dávid, Stieber Judit, Telegdi Adrián, Túry Gergely. - Hajas Ádám főszerkesztő, - Papp Gergő felelős szerkesztő, - Rovatvezetők: Bártfai Eszter (connection), Biacsics Boglárka (olasz-magyar), Borbély Blanka (kultúra), Csabai Tünde ( közkép, karrier), Dicsük Dániel (kultúra), Fisi Marcell (karrier), Glóger Anna (közhír), Gyimesi Bernadett (kávéház), Holjencsik Sophie (közélet), Mákos Rebeka (magyar-olasz), Orbán Patrícia Krisztina (connection), Muck Ferenc (katedra), Muck Iván (kontakt, köztudat), Mákos Rebeka (magyar, olasz), Kassai Adrienn (közismert), Jánoska Rita Zsófia (Budai Campus), Lucsko Dávid (köztér), Nyéki Júlia (katedra), Pekoli Miklós (központ), Südi Anna (kultúta, központ), - Olvasó szerkesztők: Almási Krisztina, Papp Johanna, Rátosi Eszter, Walton Dávid, - Munkatársak: Alena Unrau, Bagdy Ábel, Bakos Dóra, Baksa Máté, Bardóczky Veronika, Berza Zsuzsanna, Bártfai Eszter, Biacsics Boglárka, Bogdán Fruzsina, Borbély Blanka, Burján Szilárd, Csontó Dorka, Detki Dániel, Dicsuk Dániel, Donáczi Katinka, Dzunic Anna, Egyed Mátyás, Fazakas Gergely, Fekete Zita, Fisi Marcell, Fodor Emese Zsófia, Galambos Szabolcs, Gyimesi Bernadett, Hajdú Roland, Hankiss Laura, Holczinger Dóra, Jánoska Rita Zsófia, Jónás Krisztina, Juhász Zsombor, Kálmán Orsolya, Kalamász Kevin, Kaló Máté, Kárász István, Kassai Adrienn, Kéméndi Zsolt, Kiss Eszter, Kiss István, Kóbor Andrea, Kruppa Fanni, Lakos György, Lénárd Eszter, Lénárt Éva, Lucsko Dávid, Mákos Rebeka, Markovics Alexandra, Mészáros Dorka Sára, Murányi Zsófia, Molnár Gyula, Muck Ferenc, Muck Iván, Nagy Klára, Novák Rebeka, Nyerges Enikő, Oláh Gábor, Maria Karla Reinaldo, Sándor Márton, Nyéki Júlia, Orbán Patrícia Krisztina, Ónodi Fruzsina, Péceli Balázs, Péger Dániel, Pekoli Miklós, Sándor Márton, Rita Zsófia, Simon Szimonetta, Szabó Szilvia, Szántó Rúben, Szász Nóra, Széplaky Eszter, Szigeti Andrea, Tabi Norbert, Tárkányi Csenge, Tóth Tamás, Zakota Tamás, Vörös Dávid, - Fotó: Bóta Nikolett, Horváth Réka, Jekkel Dóra, Nagy Orsolya, Nikes-Soós Bálint, Szabó András, Szász Marianne, Takács Ádám, Telegdi Adrián, Zsargó Zsófia. - Pekoli Miklós főszerkesztő, - Kelemen Luci felelős szerkesztő, - Rovatvezetők: Bártfai Eszter (karrier), Dengyel Dóra (közélet), Dicsuk Dániel (kultúra), Egyed Mátyás (közélet), Gyimesi Bernadett (kávéház), Horváth Máté (központ) Illés Richárd (corvinus sport), Kaizinger Tamás Töhötöm (oktatás), Kárász István (corvinus world), Kelemen Luci (közkincs), Molnár Gyula (köztudott, közismert), Pekoli Miklós (közhír, központ), Süle András (közhír, közügy), Szabó Szilvía (köztudat), Taksonyi Boglárka (oktatás), - Munkatársak: Andavölgyi Bia, Bártfai Eszter, Becsey Zsolt, Bodó Virág Anna, Bujdosó Beáta Zita, Burgony Cintia, Csabai Tünde, Csicsai Frigyes, Csurka Tamás, Dengyel Dóra, Dicsuk Dániel, Donáczi Katinka, Egyed Mátyás, Garai Márta, Grotter Balázs, Gyimesi Bernadett, Halkó Petra, Hegedüs Robin, Holczinger Dóra, Hónigh Zsuzsanna, Horváth Anett, Horváth Máté, Illés Anett, Illés Roland, Jankowski Rita, Julia Valentinyi, Kalla Krisztina, Kelemen Luci, Kemecsei Virág, Kiss Dávid, Klubert Dóra, Kneifel Janka, Kovács-Dobák Géza, Kristóf Anikó, Júlia, Kneifel Janka, Kovács-Dobák Géza, Kovács Dóra, Kristóf Anikó, Maria Karla Reinaldo, Mazán Barna, Metzler Viktória, Miskei Nóra, Molnár Gyula, Muhel Emese, Nagy Dóra, Novák Rebeka, Nyéki Júlia, Pálfi Gergely, Pleszel András, Polákovits Flóra, Princz Orsolya, Radványi Dalma, Rubin Eszter, Rusz Boglárka, Schuck Róbert, Szabó Gellért Vilmos, Szabó Péter Gábor, Szabó Szilvia, Takács Mariann, Tamás Dorottya, Tárnok Balázs, Tóth Krisztián, Tóth Tamás, Török Anna, Julia Valentinyi, Varga Aliz, Varga Áron, Varga Levente, Andrew Van Wilpe, Zavaczky János, - Fotó: Gyimesi Bernadett, Horváth Máté, Török Anna, Metzler Viktória. - Pekoli Miklós főszerkesztő, - Rovatvezetők: Bogatin Bence (kultúra), Bujdosó Beáta Zita (kávéház), Dengyel Dóra (közélet), Horváth Máté (központ), Metzler Viktória (közhír), Murger Szilvia (köztudat), Rubin Eszter (közügy), Valentinyi Júlia (corvinus world) - Olvasó szerkesztők: Horváth Zsófia, Koskó Barbara, Odor Viktória - Grafika: Rajnai Gábor - Főszerkesztő: Pekoli Miklós (2016. február- 2016. szeptember) Papp Gergő (2016. október - 2016. december), - Felelős szerkesztő: Bogatin Bence (2016. február- 2016. szeptember), Sándor Krisztián (2016. október - 2016. december), - Tördelőszerkesztés: Bakos Zsuzsanna, - Olvasószerkesztés: Csejtei Dóra, Horváth Zsófia, Popovics Lili Dóra, - Rovatvezetők: Bogatin Bence, Bekker Balázs, Bujdosó Beáta Zita, Dengyel Dorka, Kemény Gabriella, Menyhért Dorka, Metzler Viktória, Murger Szilvia, Mikus Áron, Oberfrank Balázs, Rubin Eszter, Szalai Réka, Valentinyi Júlia, - Munkatársak: Almási Fanni, Bauer Emese, Bujdosó Beáta Zita, Dévald Ákos, Diószegi Dorottya, Gelencsér Ferenc, Hencz Tamara, Horváth Máté, Kaszás Albert, Kelemen Fanni, Kemény Gabriella, Klubert Dóra, Komár Anita, Kovács-Dobák Géza, Kristóf Anikó, Lenyu Tímea, Márton Levente, Menyhért Dorka, Mikus Áron, Murger Szilvia, Oberfrank Balázs, Pászti Eszter, Popovics Lili Nóra, Salomvári Anna, Szabó Barnabás, Szalai Réka, Szenyéri Viktória, Toma Franciska, Varga Zsófia, Varga Szilvia, Varga Virág, Zsila Hajnalka, - Fotó: Bekker Balázs, Bauer Emese, Mézes Ábel, Ressely Kinga. - Sándor Krisztián főszerkesztő, (2017.) Papp Gergő (2017. március sz.) - Bogatin Bence felelős szerkesztő, (2017.) Sándor Krisztián (2017. március sz.) - Olvasószerkesztők: Csejtei Dóra, Horváth Zsófia, Hulzebos Dorina, Popovics Lili, - Rovatvezetők: Bekker Balázs, Bogatin Bence, Bujdosó Beáta Zita, Dengyel Dorka, Illés Gergő (külpolitika), Kemény Gabriella (kultúra), Menyhért Dorka, Mikus Áron (közpol), Murger Szilvia (köztudat), Oberfrank Balázs (gazdaság), Toma Franciska (biznisz), - Címlapkép: Ressely Kinga, - Munkatársak: Almási Fanni, Bauer Emese, Bekker Balázs, Bujdosó Beáta Zita, Csejtei Dóra, Csontos Kata, Diószegi Dorottya, Hencz Tamara, Illés Gergő, Kaszás Albert, Kelemen Fanni, Kemény Gabriella, Kovács Máté, Kocsor Dániel, Kolbenheyer Erik, Kovács-Dobák Géza, Krámli Szabolcs, Lédermayer Regina, Mandzak Lilla, Málits Tamás, Menyhért Dorka, Márton Levente, Oberfrank Balázs, Palotás Zsuzsi, Pászti Eszter, Ressely Kinga, Szalai Réka, Szenyéri Viktória, Szobonya Katalin, Toll Konrád, Verebély Miklós, Varga Szilvia, - Fotó: Bauer Emese, Bekker Balázs, Hencz Tamara, Martinék Ádám, Mézes Ábel, Ressely Kinga. - Sándor Krisztián, Bekker Balázs, főszerkesztők, - Bogatin Bence felelős szerkesztő, - Olvasószerkesztők: Csejtei Dóra, Popovics Lili, - Rovatvezetők: Illés Gergő (külpolitika), Kelemen Fanni (központ), Menyhért Dorka (kultúra), Mikus Áron (közpol), Murger Szilvia (köztudat), Oberfrank Balázs (gazdaság), Toma Franciska (biznisz). - Munkatársak: Almási Fanni, Baksa Máté, Bauer Emese, Csontos Kata, Hencz Tamara, Kovács-Dobák Géza, Kovács Máté, Krámli Szabolcs József, Lédermayer Regina, Málits Tamás, Palotás Zsuzsi, Pászti Eszter, Reizinger Zsófia, Szalai Réka, Szenyéri Viktória, Szűcs Zoltán, Taxner Tünde, - Fotó: Bekker Balázs, Ressely Kinga, Káldy Márton. - Kovács Máté főszerkesztő, - Munkatársak: Taxner Tünde, Lázár Fruzsina, Bokovics Nóra, - Fotó: Ressely Kinga - Vendégszerzők: Puskás Amina, Strausz Kamilla. TagokKelle Fanni, Kalánová Barbara, Sie Réka, Dobos Eszter, Olay Hanna, Pipis Panna, Tóth Valter, Völgyi Dóra, Hugert Alex, Réti Benedek, Izrael Gréta, Turner Lili, Reichl Tamara, Weiner Viola, Bekiarisz Efthimia, Orosz Petra, Mitra Fiar. |

### Híres munkatársak
- Avar János,
- Báger Gusztáv,
- Bánki András,
- Bauer Tamás,
- Betlen János,
- Bolgár György,
- Dányi Pál,
- Faklen Pál,
- Farkasházy Tivadar,
- Földes Péter,
- Gácsi Sándor
- Gurmai Zita,
- Halász Géza,
- Horn Gábor,
- Kaplár F. József
- Laki Mihály
- Lambert Gábor,
- Lipovecz Iván,
- Martin József,
- Poór Klára,
- Pongrácz György
- Vince Mátyás,
- Zsubori Ervin.

## Videófelvételek
- Interjú Halász Géza (a közgazdásznál is dolgozott) karikaturistával a D1 TV Kortárs Korzó műsorában (2012) – Youtube.com, Közzététel 2014. július 5
- Demonstráció a Marx szobor védelmében – Youtube.com, Közzététel 2014. augusztus 16.
- Roma News Production bemutatja: Unitut – Szakbemutató: Közgazdász. – Youtube.com, Közzététel 2017. június 13.
- Közgazdász Online: Corvinus 2020 – Youtube.com, Közzététel 2020. szeptember 1.